# Nová radnice v Prachaticích
Nová radnice je novorenesanční budova na západní straně Velkého náměstí v Prachaticích. Autorem radnice je vídeňský architekt Anton Schurda a výzdobu provedli rovněž vídeňští umělci. Vystavěna byla v roce 1903 na místě renesančního Meerwaldovského domu. Objekt je součástí městské památkové rezervace Prachatice. Od roku 2003 chráněná kulturní památka.

## Historie Nové radnice

### Meerwaldovský dům

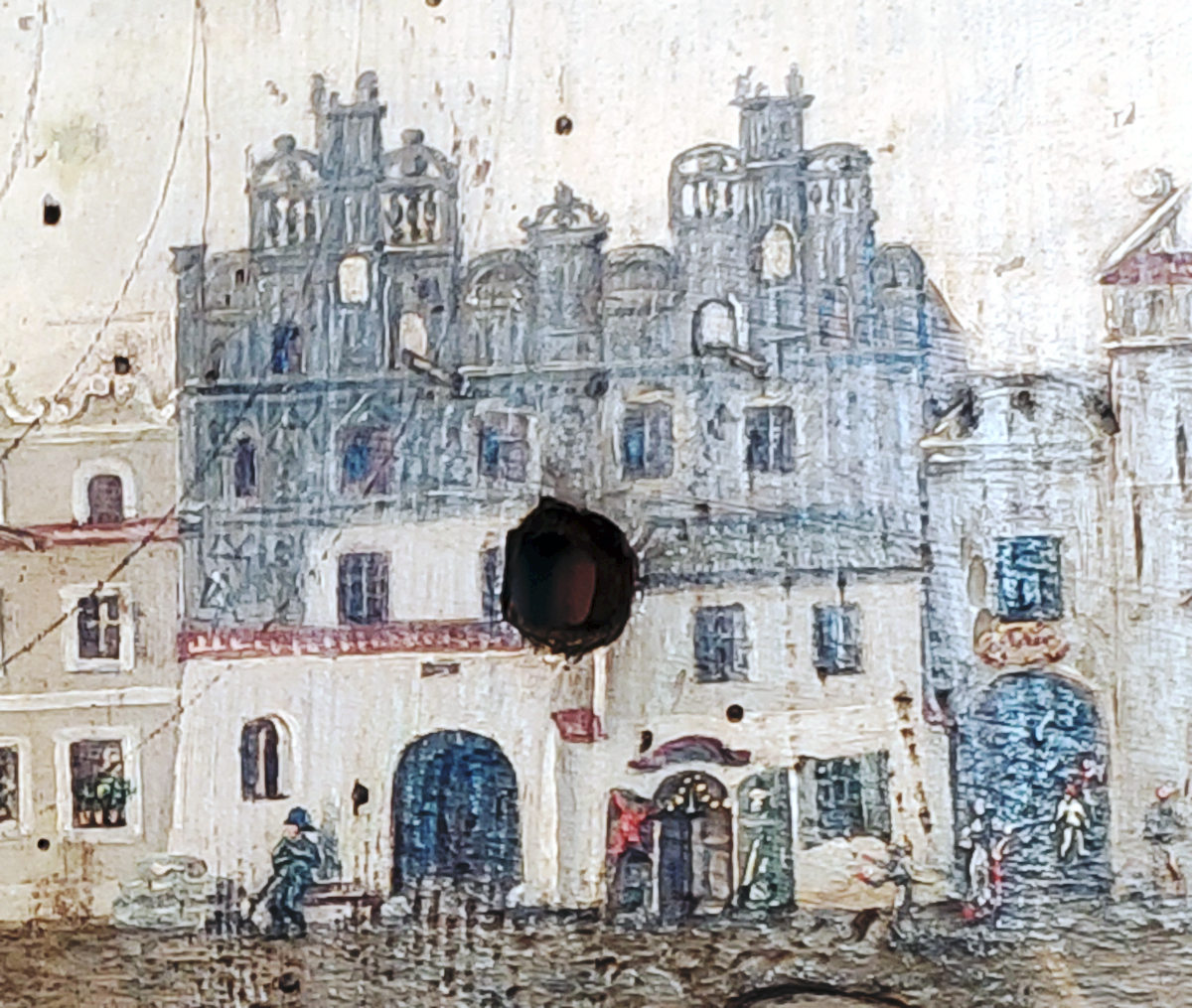
Meerwaldovský dům na střeleckém terči z roku 1816.

Na místě Nové radnice stával až do roku 1902 starobylý, původně gotický a v renesanci přestavěný, Meerwaldovský dům. Dům měl velmi vysokou štítovou atiku, která zakrývala a vysoce převyšovala tři nízké sedlové střechy. Fasádu domu do náměstí zdobily bohaté chiaroscurové figurálními malby nebo sgrafita. Přestavba domu do výstavné manýristické podoby proběhla někdy po roce 1585 (podle soupisu obyvatel z roku 1585 šlo původně o dva domy, Linharta Bakaláře a Jana Pihona). Na Willenbergerově vedutě z roku 1602 je již dům spojen v jeden renesanční dům a tuto výraznou manýristickou podobu si dům udržel až do požáru v roce 1832, kdy přišel o štítovou atiku a zbytky maleb na fasádě byly zabíleny. Při bourání domu v roce 1902 byla v prvním patře nelezena kaple s menší nástěnnou, ale velmi kvalitní malbou, umístěnou naproti oknu do náměstí (malba ale byla známa již dříve). Malba zobrazovala Krista na kříži, vedle byla P. Maria, na druhé straně sv. Jan a staročeský nápis:"Rozpomen se na slitowanij twá pane, a na milosrdenstwij twá, kteráž od wiekow gsau, hrzichuow mladosti me a czo sem czinil z newiedomij mého neprzipomiey. Spasitel můg sy ty neopousstey mne aniz pohrzey mnau." "(žalm 24, 6.)", (v nových překladech žalm 25, 6,7). Vyobrazení pak zřejmě znázorňovalo Ježíšovo slovo z kříže matce Marii (Jan 19, 25-27). Malována byla i klenba kaple. Místnost mohla být dříve bratrskou modlitebnou, pravděpodobněji ale šlo o domácí utrakvistickou modlitebnu z 15. století (podobný případ známe z čp. 13). Na římse pod oknem arkýře do náměstí byla kamenná lidská hlava, uložená nyní v městském muzeu.

### Výstavba Nové radnice

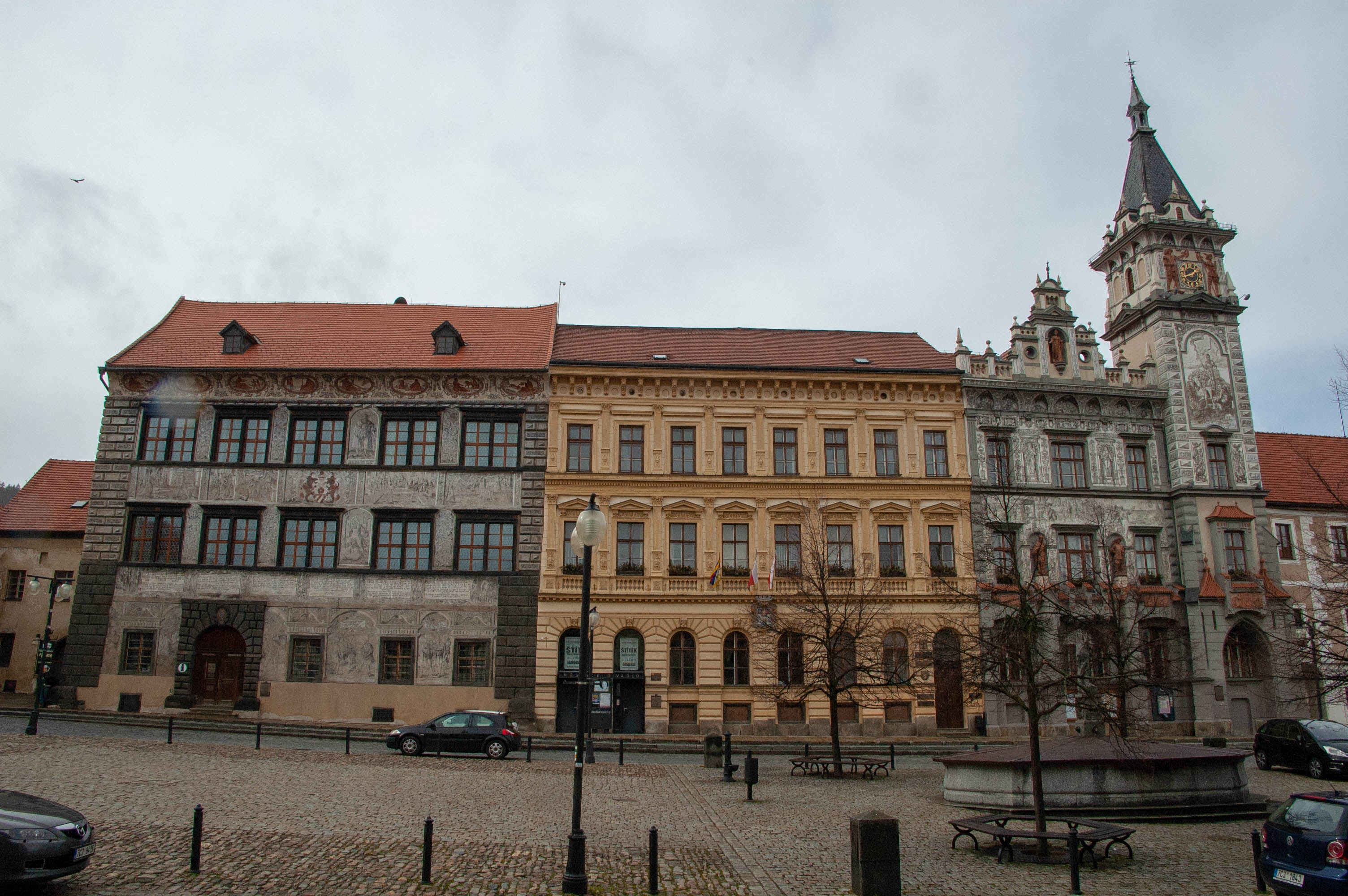
Nová radnice společně s Obecním domem a Starou radnicí

Po revolučním roce 1848 byla rakouská monarchie nucena přijmou reformy, mezi které patřila i decentralizace státní správy a svěření části politické moci místním samosprávám, vznikla tedy okresní hejtmanství. Narůstající potřeby samosprávy si na počátku 80. let 19. století vynutily nejprve výstavbu tzv. Obecního domu (č.p. 2 a 3) v sousedství Staré radnice, stále to však ale nedostačovalo nárokům C.K. eráru na úřední prostory. Vzhledem k narůstající potřebě prostoru se vedení města rozhodlo na schůzi 12. června 1901 koupit od městské spořitelny tzv. Meerwaldovský dům, který na náměstí sousedil s městským divadlem (Obecním domem) a Starou radnicí, aby tam mohlo postavit pro účely městské rady novou budovu. Na schůzi 5. dubna 1902 byla schválena kupní cena 14 000 korun. Původní návrh radnice vypracoval místní stavitel Rudolf Zobel, avšak tento návrh se zdál představenstvu města málo honosný. Proto byl nakonec osloven prostřednictvím Rudolfa Zobela významný vídeňský architekt a profesor Anton rytíř von Schurda. Ten nabídku za honorář 690 zlatých přijal. Návrhem sgrafitové výzdoby fasády byl, po doporučení profesorem Schurodou, pověřen vídeňský malíř Johann Viertelberger, sochařskou výzdobou pak realizoval známý vídeňský umělec akademický sochař Georg Leisek. Hodiny na věž dodala s ciferníkem dle Schurdových požadavků firma Richard Libing. Během roku 1903 pak byla na parcele po zbořeném domě vystavěna nová budova radnice ve stylu německé novorenesance (reflektující ovšem i původní, v Prachaticích přítomnou, renesanci českou). Stavbu provedl prachatický stavitel Rudolf Zobel, který byl jediným účastníkem výběrového řízení.

### Rekonstrukce Nové radnice
U příležitosti 100. výročí vzniku budovy byla v letech 2003-04 provedena renovace fasády. Při průzkumech fasády restaurátoři Jiří Mašek a Tomáš Skořepa objevili překvapivou skutečnost, že plastické štukové prvky fasády změnily několikrát v průběhu 20. století svou barvu. Původní šedá barva, imitující místní diorit, byla nahrazena ve 20. letech nejprve hnědou, později červenohnědou a nakonec světlým okrem. Při renovaci fasády se vrátila původní tmavě šedá barevnost, navržená profesorem Schurdou. Zároveň byla v roce 2003 budova prohlášena nemovitou kulturní památkou.

## Popis budovy a výzdoby Nové radnice

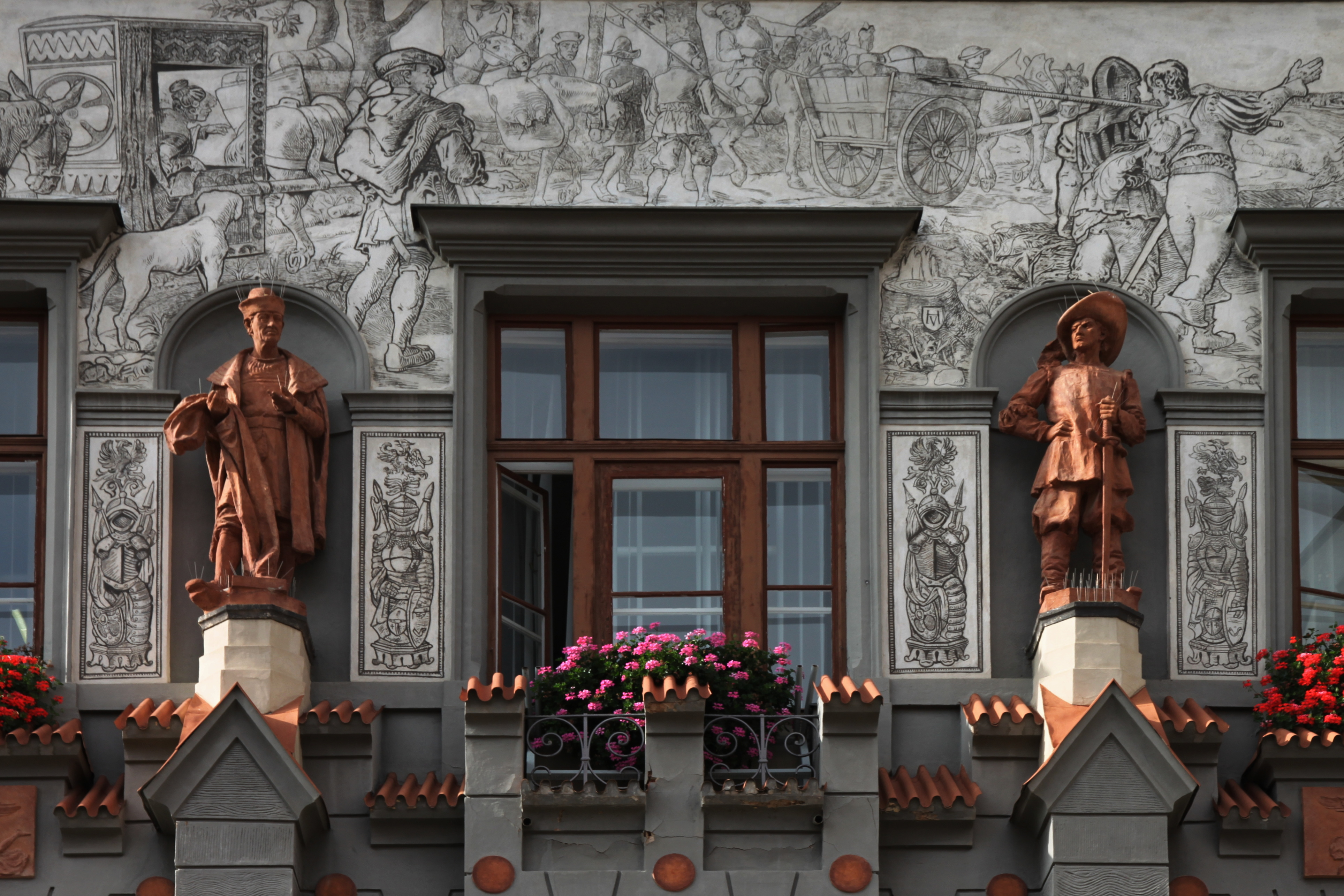
Nová radnice, detaily sgrafitové a sochařské výzdoby

Celý komplex je tvořen dvěma sousedícími dvoupatrovými objekty (Nová radnice a Obecní dům). Ty jsou vybudovány na místě původních gotických a renesančních domů, v suterénu jsou zachovány původní gotické sklepy. Jižní objekt (vlevo, Obecní dům a Městské divadlo, č.p. 2 a 3) má novoroenesanční průčelí čerpající převážně z klasické italské renesance, severní (vpravo, samotná Nová radnice, č.p. 4) má pak průčelí rovněž v novorenesančním stylu, ale zdobené sgrafity. Nároží Nové radnice dominuje vysoká hranolová věž s jehlancovou střechou a zvoničkou. Věž měla zřejmě vyjadřovat důležitost městské samosprávy a sloužit rovněž jako náhrada za hodinovou věž, která byla roku 1884 snesena ze Staré radnice. Přízemí budovy tvoří štukatérsky provedená bosáž imitující kamennou dioritovou bosáž přízemí Staré radnice. Bosáž je zakončena v úrovni prvního podlaží kordonovou římsou ve tvaru cimbuří. V prvním patře, ve druhé okenní ose, je v rámci této římsy umístěn řečnický balkónek. Nad přízemní bosáží, vpravo, místě věže, je v úrovni prvního patra umístěn arkýř. Pod ním vidíme reliéf s městským znakem, jenž byl užíván v době stavby Nové radnice. Nároží věže jsou zdobena štukovou bosáží s psaníčkovým sgrafitem. Celou plochu fasády do náměstí, kromě přízemí, zdobí figurální sgrafitová a sochařská výzdoba. Boční fasáda do Klášterní uličky byla rovněž dříve zdobena sgrafity ve formě velkých psaníček, špatně provedená jádrová vrstva omítky (vysoký podíl jílu) však způsobila jejich brzký zánik. Fasáda do náměstí vrcholí atikou a štítem. Na vrcholu věže jsou umístěny hodiny. Budova má čtyři okenní osy a okna jsou dvojitá špaletová, členěná do více tabulek a jsou již secesního tvarosloví.  Zajímavostí je, že budova Nové radnice nemá vlastní vchod. Vstupuje se do ní přes vedlejší Obecní dům. Prostory obou těchto staveb jsou vzájemně propojeny a slouží pro užívání Městského úřadu Prachatice.

### Sochařská výzdoba

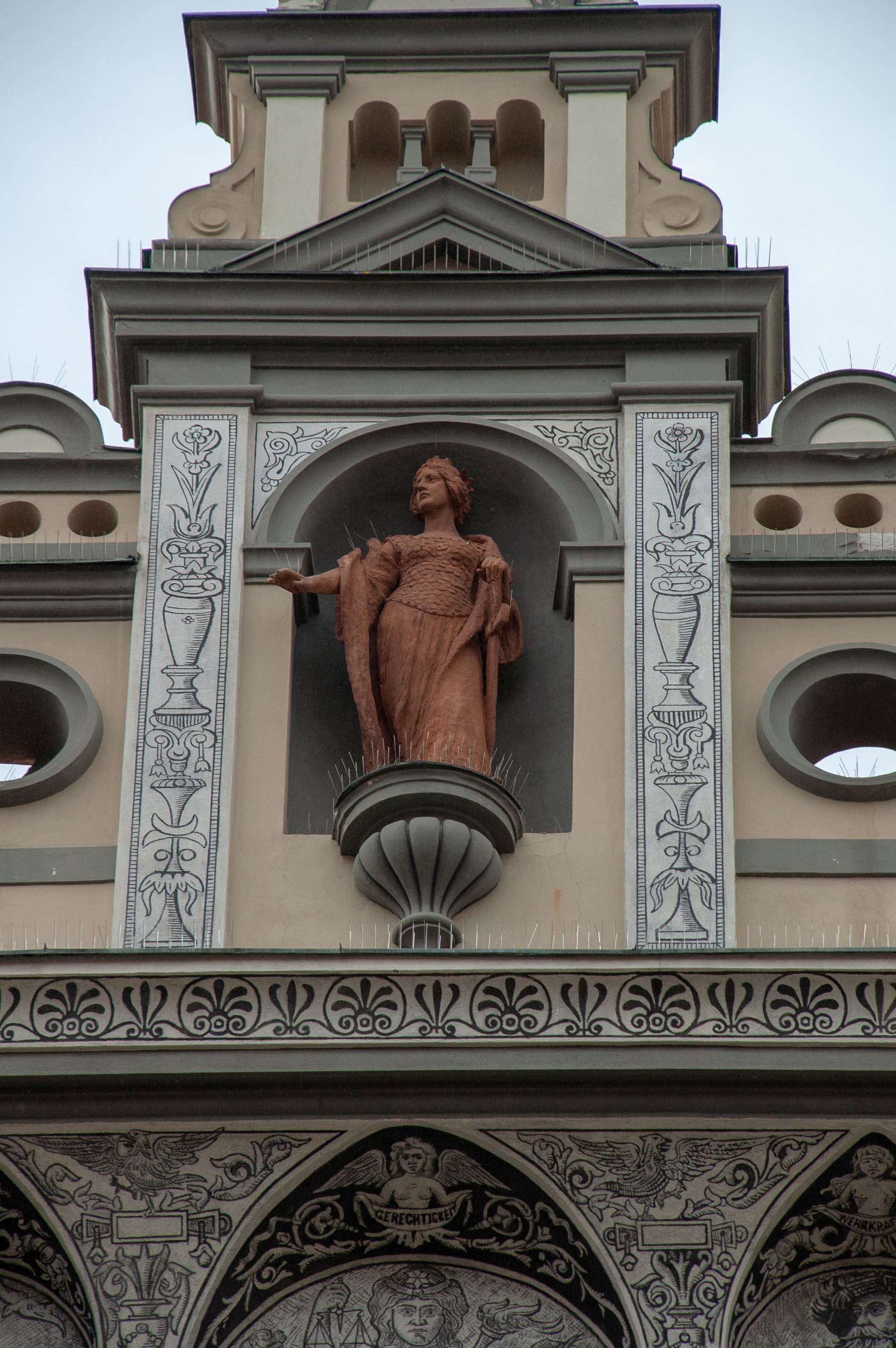
Nová radnice, socha Prachaticie

Nad záklenky oken v přízemí se v první a třetí okenní ose nachází dva shodné reliéfy s vavřínovými věnci, které drží dva andělé. Ve středu věnce je ovšem prázdné místo, které dává tušit, že jejich původní, dnes již neznámý obsah, byl odstraněn. Mezi okny prvního patra jsou v mělkých nikách umístěny dvě sochy. Podle popisu autora, Georga Leiska, stojí vlevo socha kupce, jež symbolizuje alegorii obchodu, který přinesl městu bohatství. Napravo od něho stojí socha lancknechta, jež znázorňuje potřebu ochrany města i obchodní stezky. Na vrcholu fasády do náměstí, nad korunní lunetovou římsou, se nachází atika s balustrádami (jež je reminiscencí na původní atiku Meerwaldovského domu) a štít s nikou, ve které je umístěna socha, jež symbolizuje patronku a ochránkyni města Prachaticii. Jde o mírně nakročenou idealizovanou figuru krásné mladé ženy v životní velikosti, která na hlavě nese korunu, utvořenou z městských hradeb. Na město zhlíží z vrcholu radnice laskavým a moudrým pohledem, levou rukou se opírá o meč, který značí sílu a pravou ruku zaujímá ochranitelské gesto nad městem. Ochranitelské gesto ruky, směřující dolů, je zde nejdůležitější částí sochy a její jemné prohnutí konečků prstů směrem vzhůru ukončuje ladný pohyb celé paže, jde o pohyb elegantní a sebejistý zároveň. Vavřínové listy vpletené do secesního  účesu symbolizují slávu, dlouhý štíhlý krk vznešenost, splývavý šat umocňuje velikost, pancíř brnění pak po vzoru bohyně Athény symbolizuje statečnost, moudrost a spravedlnost a zdůrazňuje tak celkový význam sochy jako ochranitelky města. Reliéf po obou stranách ciferníku věžních hodin pak zobrazuje strážce času, vlevo nočního, vpravo pak denního. Sochařskou výzdobu provedl vídeňský akademický sochař Georg Leisek.

### Sgrafitová výzdoba

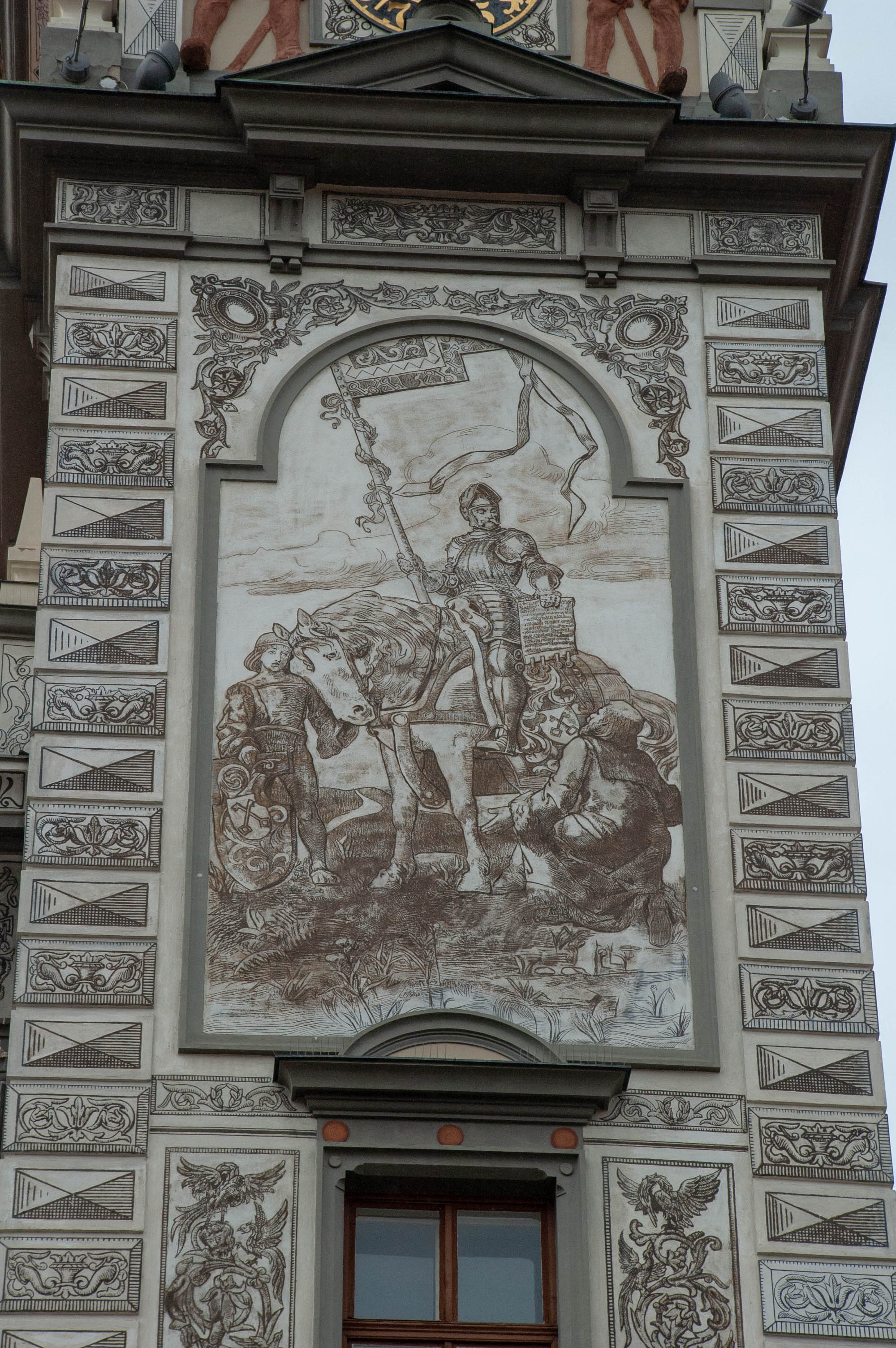
Nová radnice, předání městských privilegií králem Václavem IV. městu v roce 1382

Velký sgrafitový obraz na věži pod hodinami představuje předání městských privilegií králem Václavem IV. městu v roce 1382. Ozbrojenec na koni je zástupcem Vyšehradské kapituly (svědčí o tom zkřížené klíče na čabrace koně, na poli štítu i klíče na praporu), tehdejšího vlastníka města, který předává privilégia klečícímu zástupci obce. Velký podélný obraz mezi prvním a druhým patrem představuje dopravu soli soumary po Zlaté stezce. Na obraze jsou heraldické znaky města Pasova a Prachatic Na meziokenních pilířích mezi okny druhého patra jsou pak vyobrazeny dvě ženské postavy. Přeslice u ženy stojící vlevo symbolizuje ženskou roli v domácnosti. Od přeslice vede nit k vřetenu, znaku činorodosti, píle a rodinného štěstí. Vejce v ošatce, jež drží postava vpravo, symbolizují stvoření a znovuzrození, kohout značí bdělost. Na hlavní lunetové římse, která ukončuje fasádu, jsou v jednotlivých lunetách vyobrazeny druhy lidské činnosti. Význam vyobrazených činností popisuji německé nápisy nad jednotlivými výjevy. Zleva to jsou: hvězdář (věda), kovář (řemeslo), kněz (duchovenstvo), žena (spravedlnost), voják (vojenství), rolník (zemědělství) a sochař (umění). Sgrafitovou výzdobu fasády navrhl vídeňský malíř Johann Viertelberger.

## Galerie

Sochařská výzdoba Nové radnice
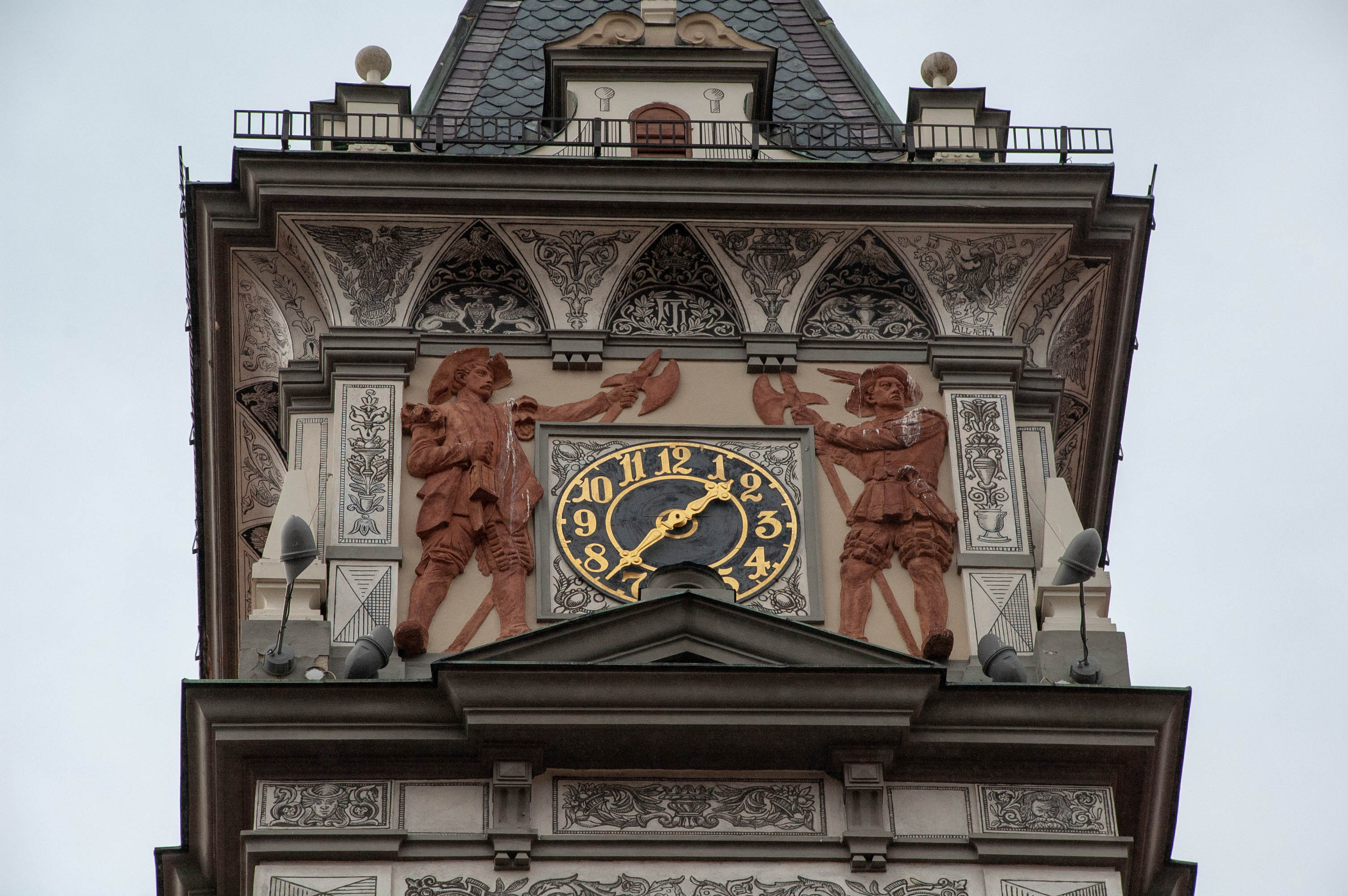
Nová radnice, strážci nočního a denního času
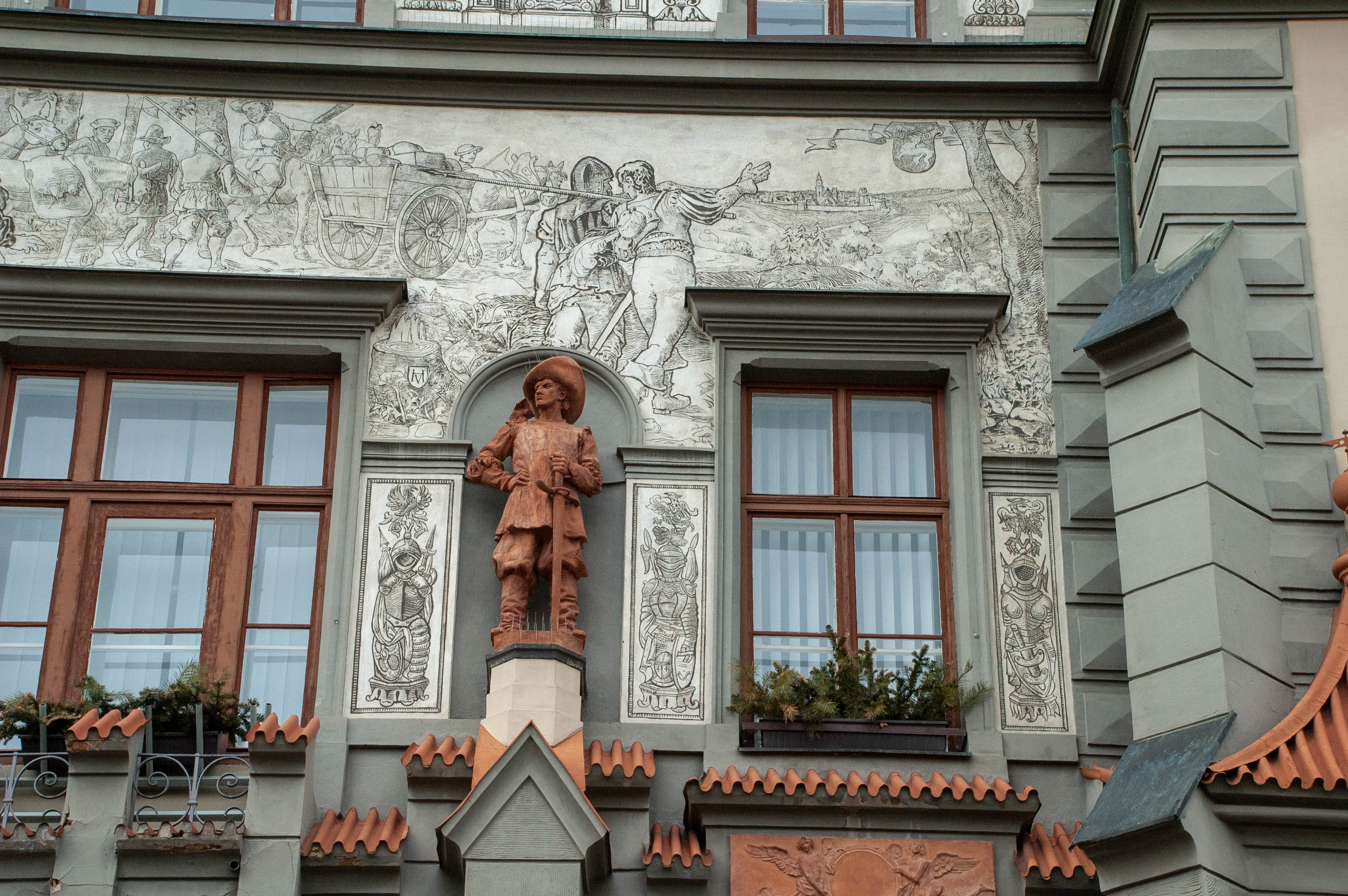
Nová radnice, socha lacknechta
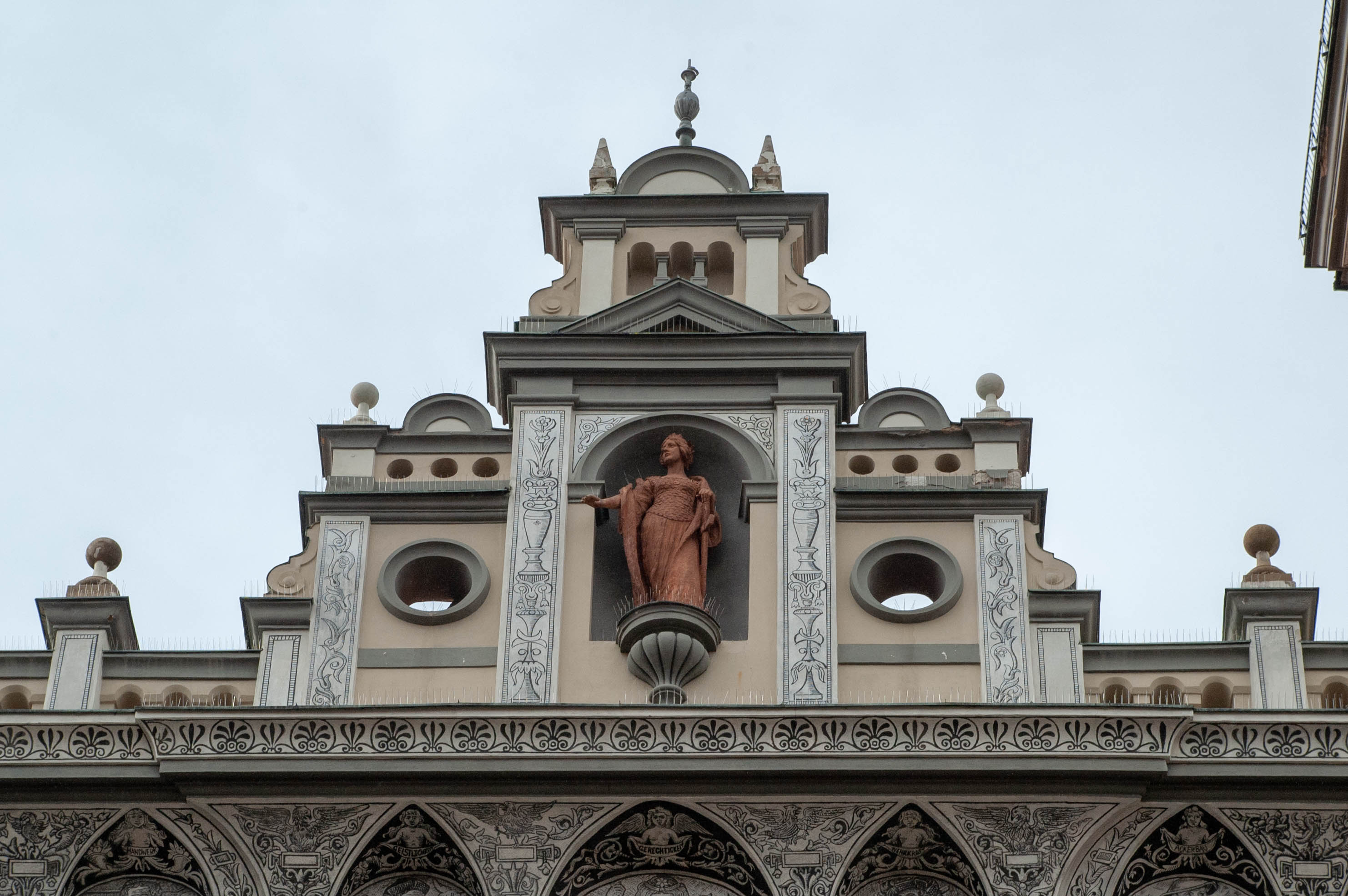
Nová radnice, socha Prachaticie
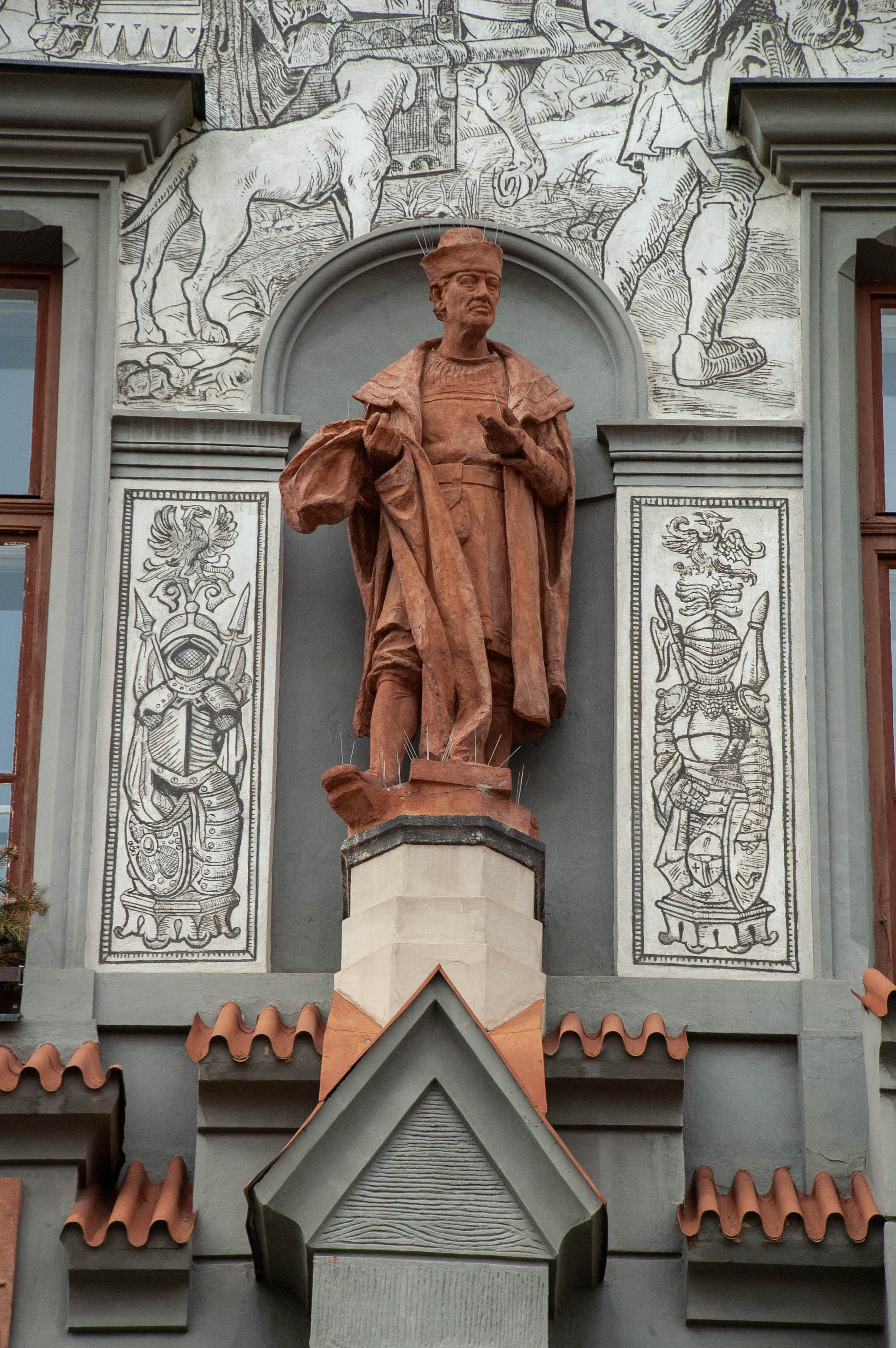
Nová radnice, socha kupce
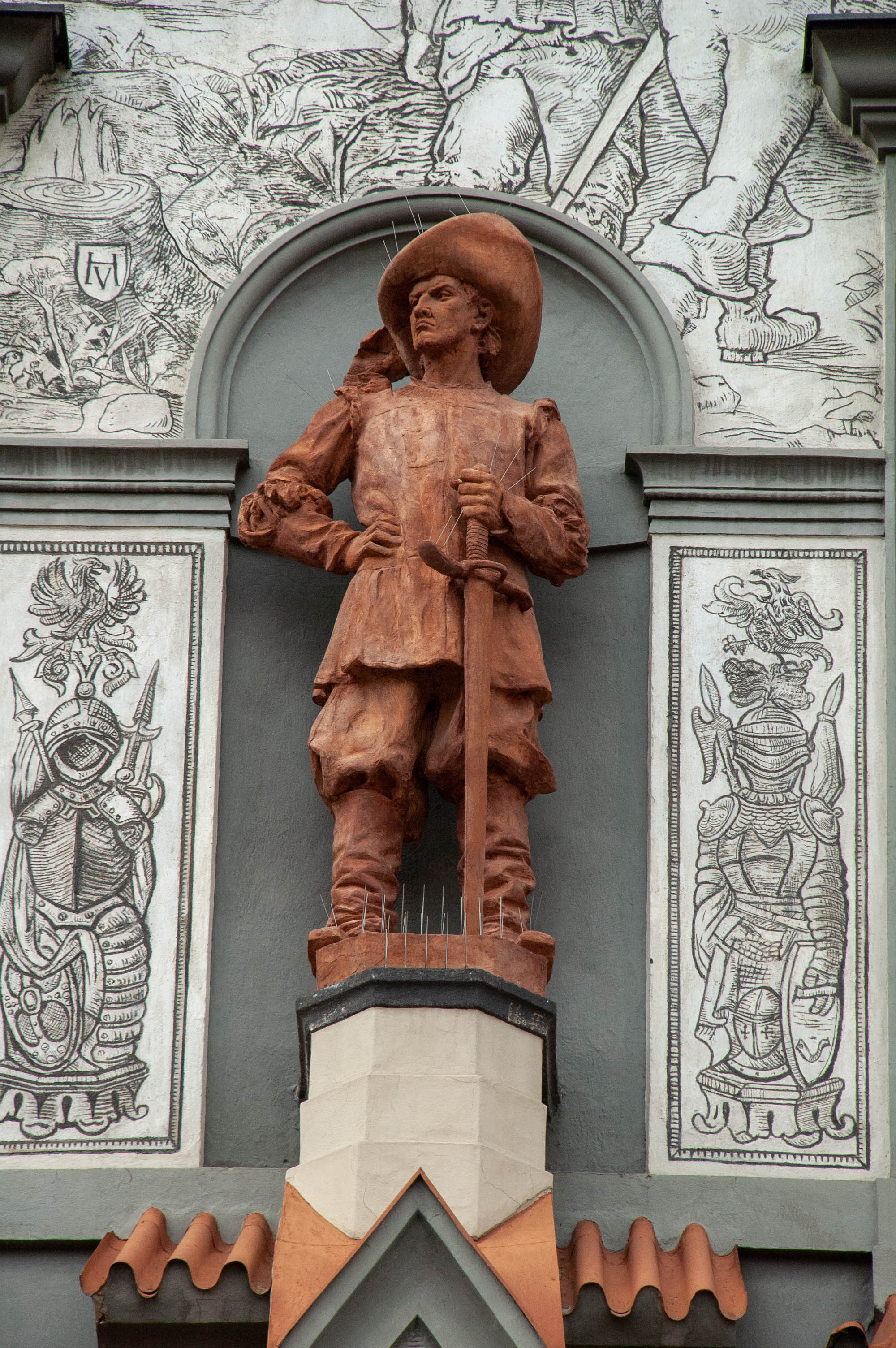
Nová radnice, socha lacknechta
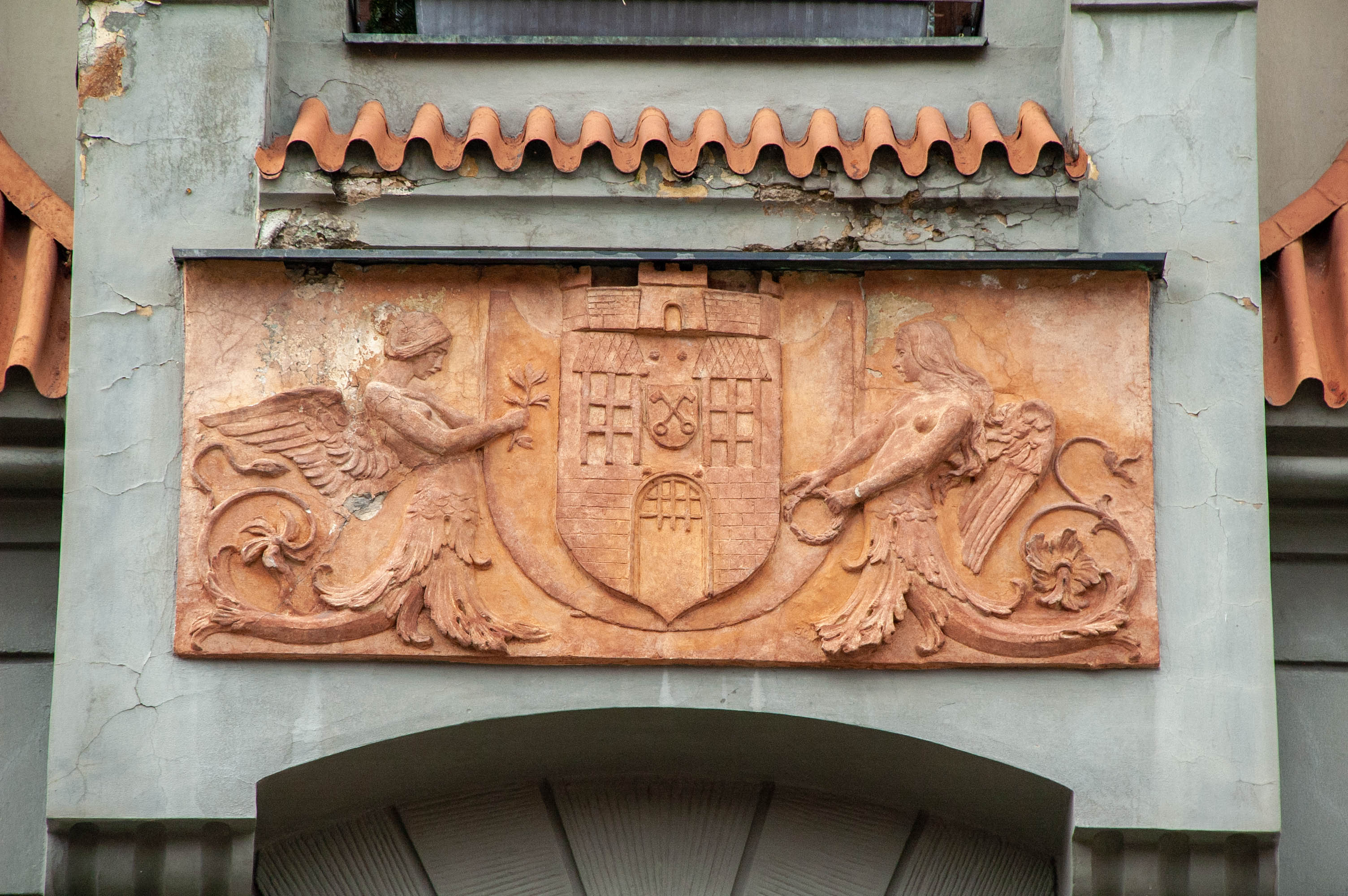
Nová radnice, znak města Prachatice v roce 1903
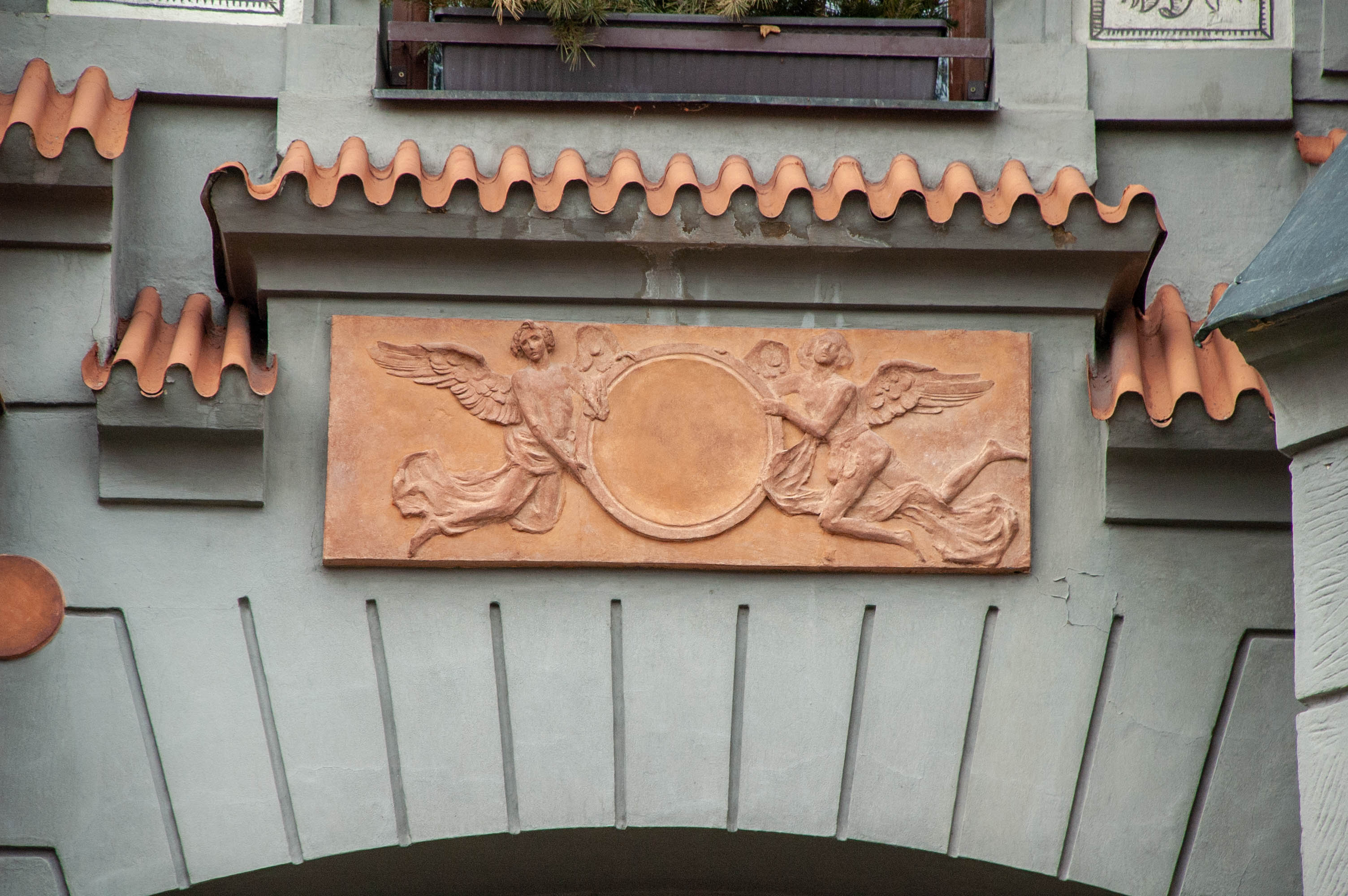
Nová radnice, reliéf s vavřínovým věncem, který drží dva andělé
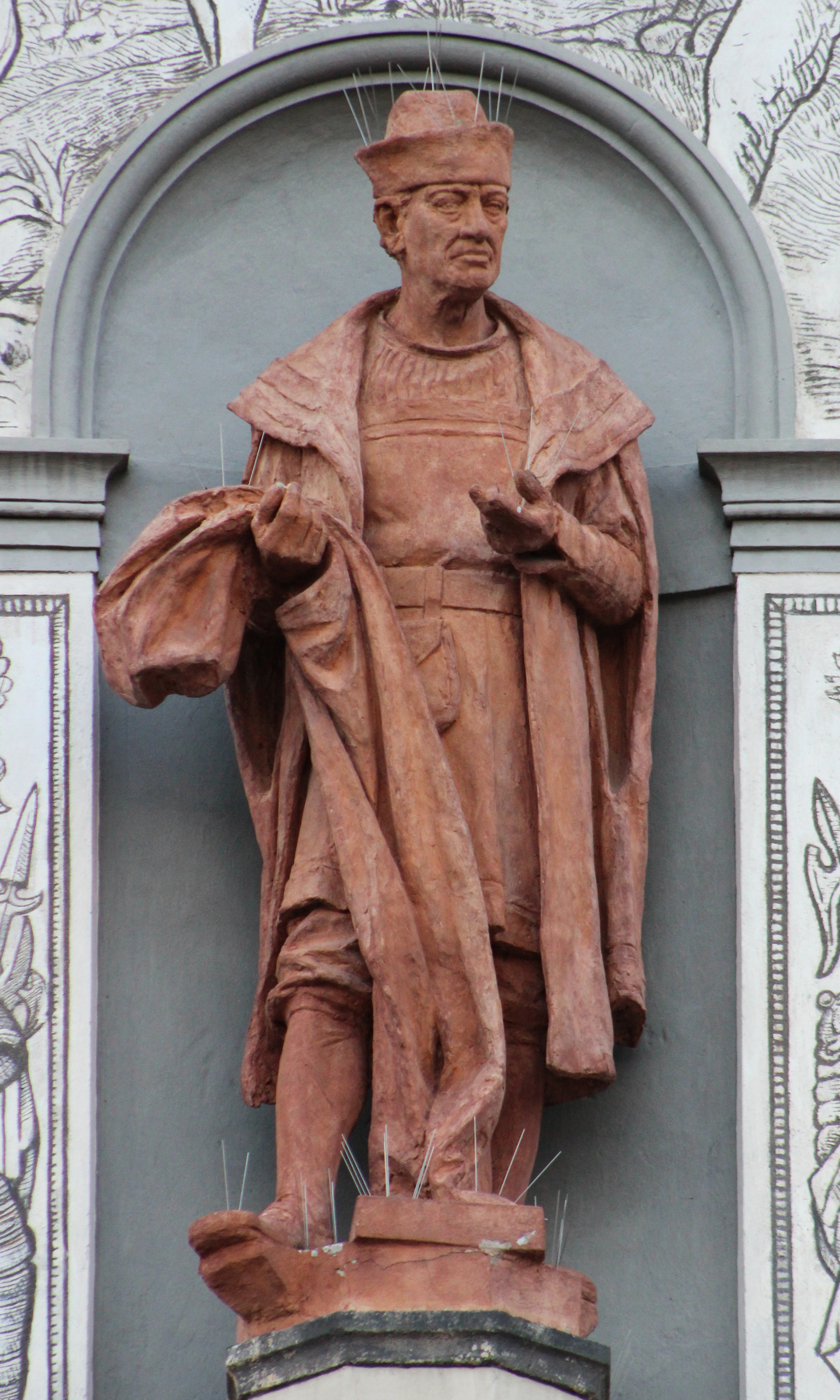
Nová radnice, socha kupce
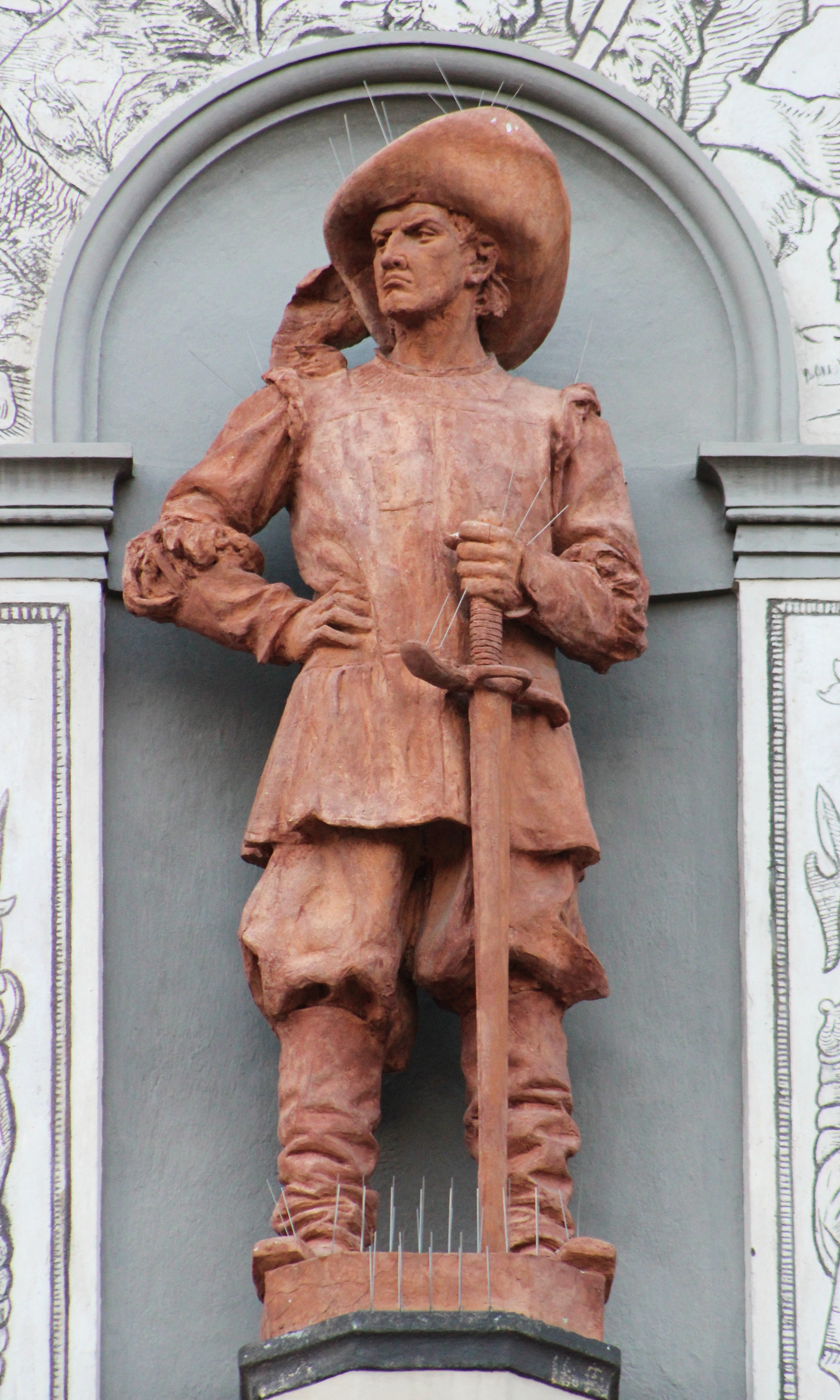
Nová radnice, socha lacknechta

Sgrafitová výzdoba Nové radnice
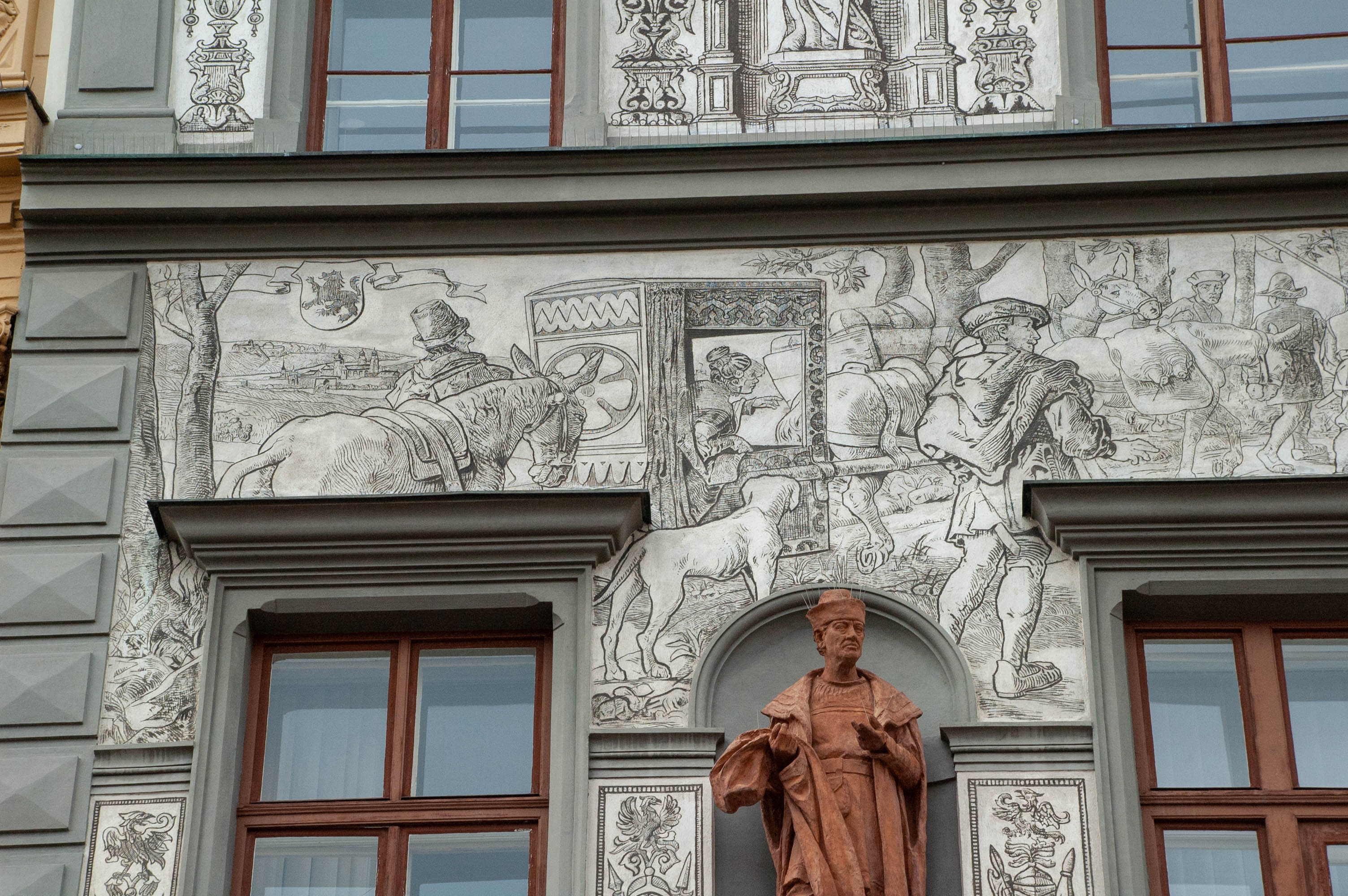
Nová radnice, doprava soli soumary po Zlaté stezce, první část
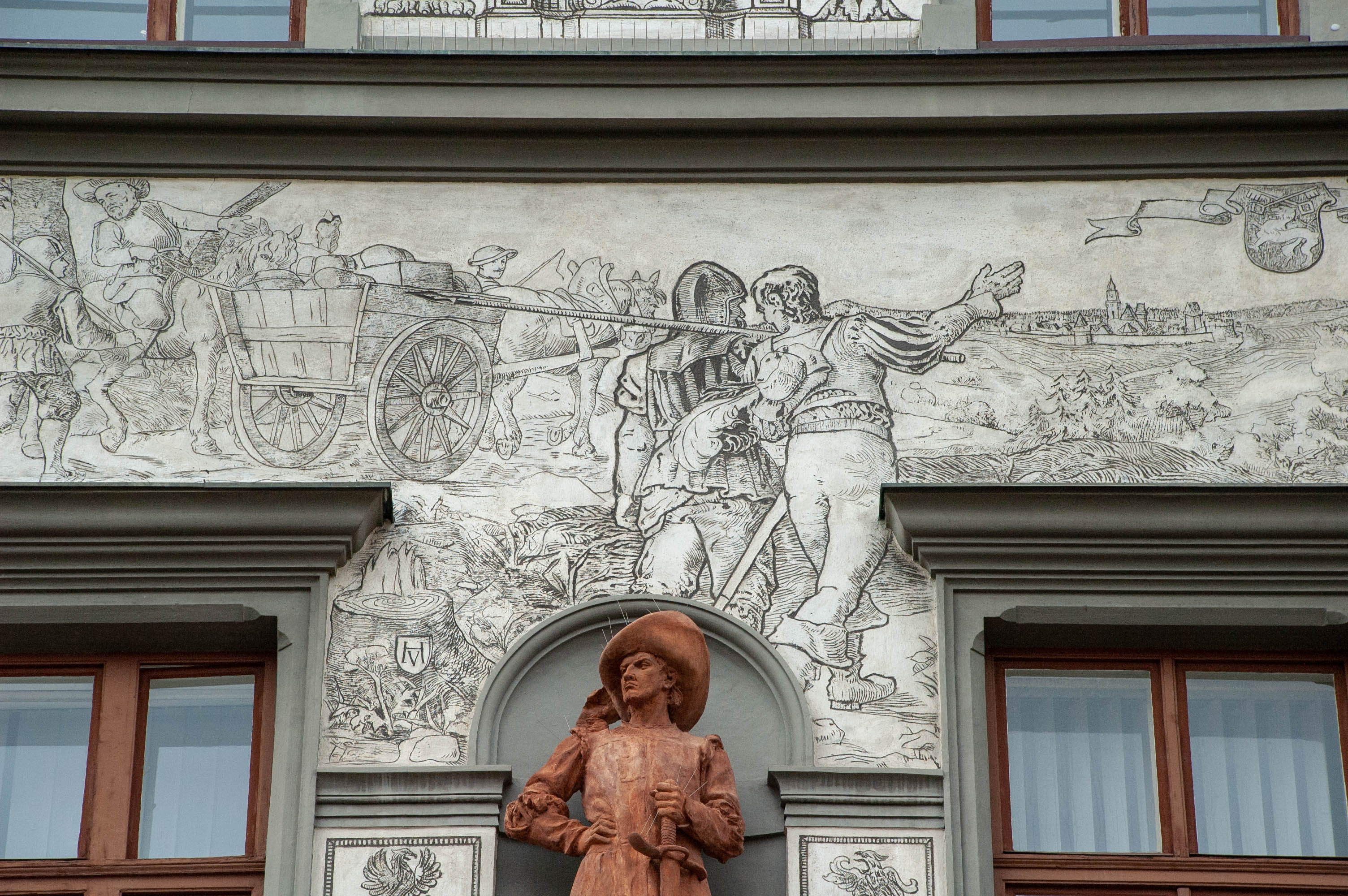
Nová radnice, doprava soli soumary po Zlaté stezce, druhá část
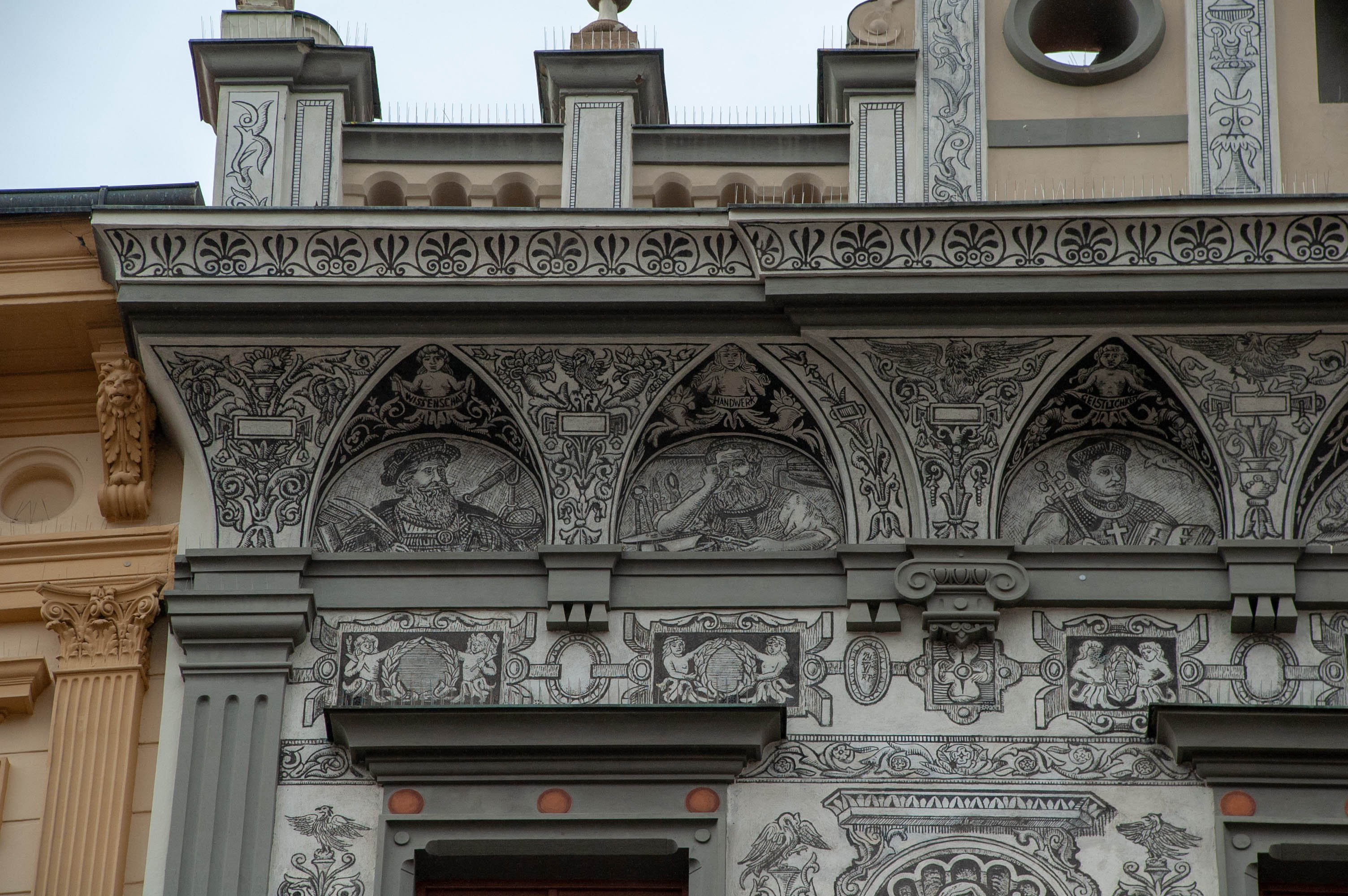
Nová radnice, lunetová římsa, alegorie lidských činností, první část
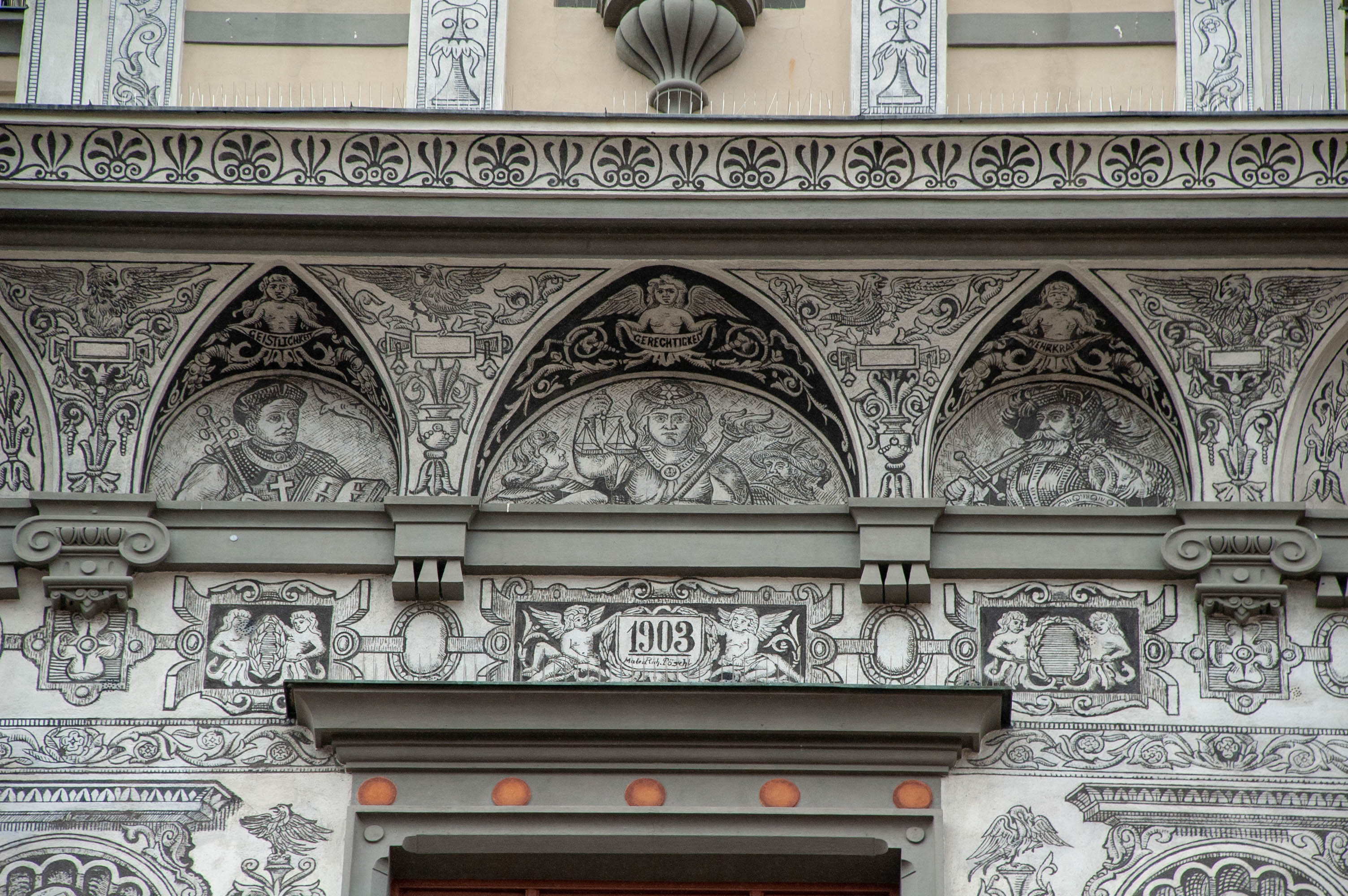
Nová radnice, lunetová římsa, alegorie lidských činností, druhá část
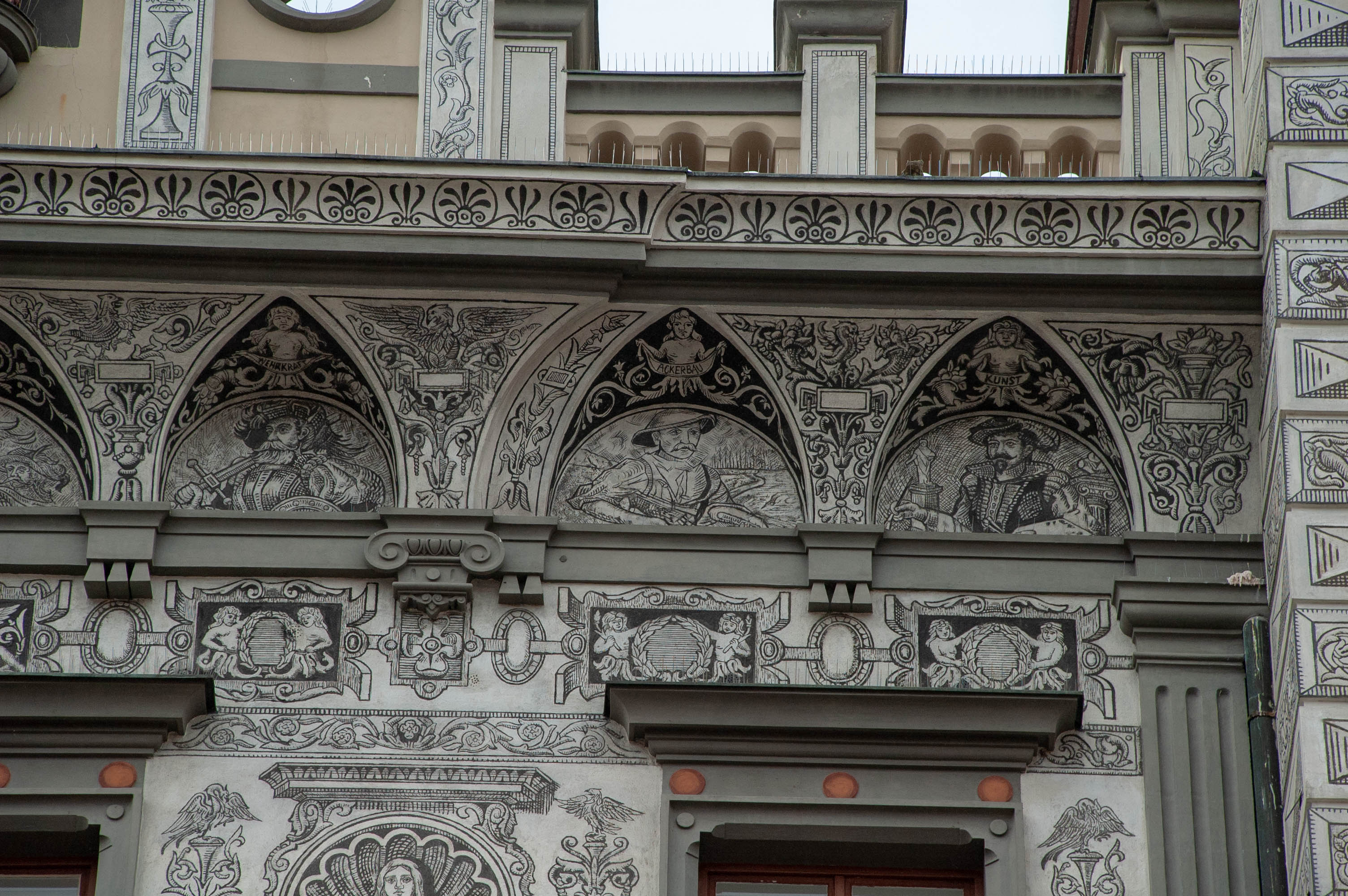
Nová radnice, lunetová římsa, alegorie lidských činností, třetí část
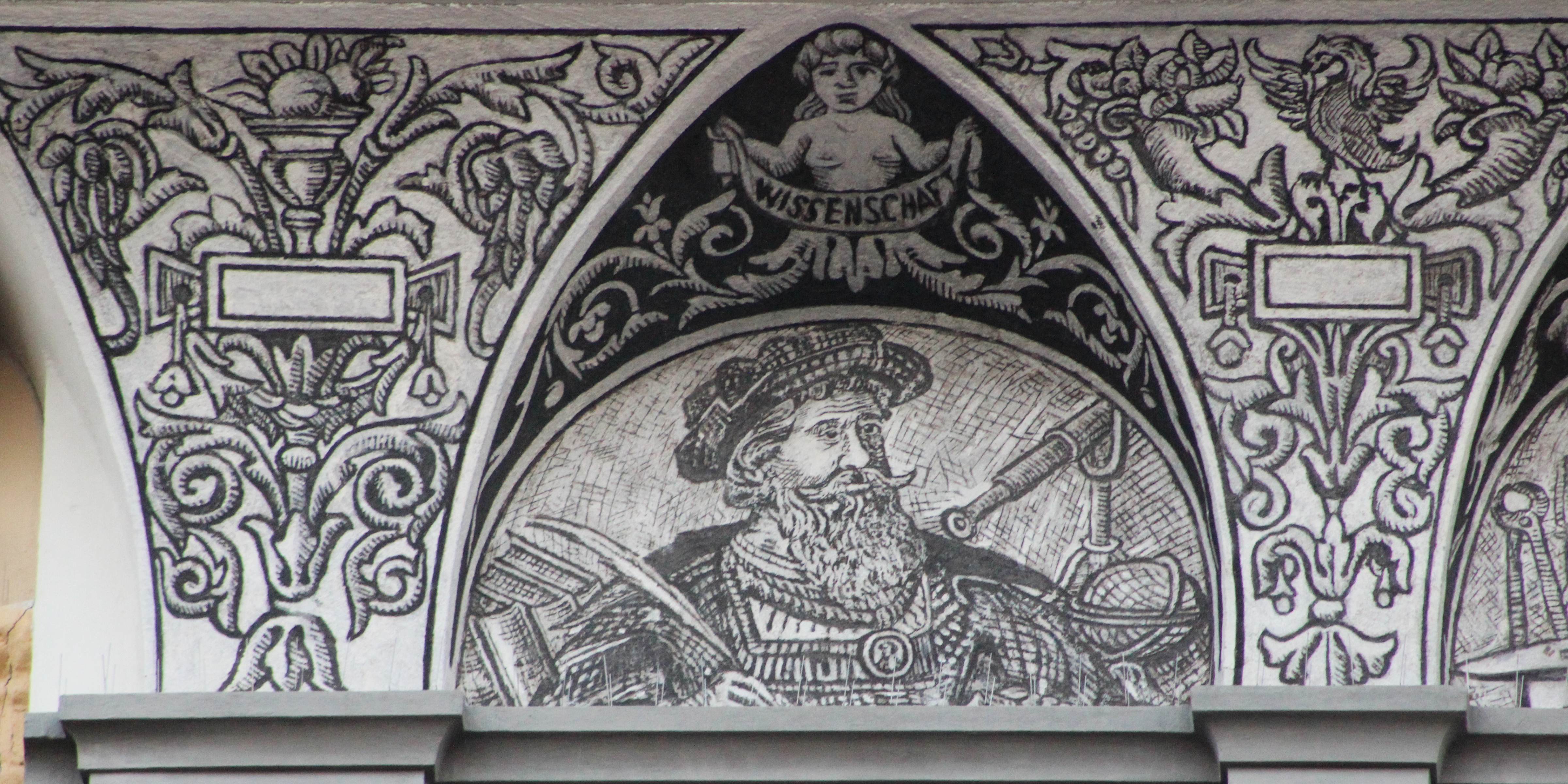
Nová radnice, alegorie vědy
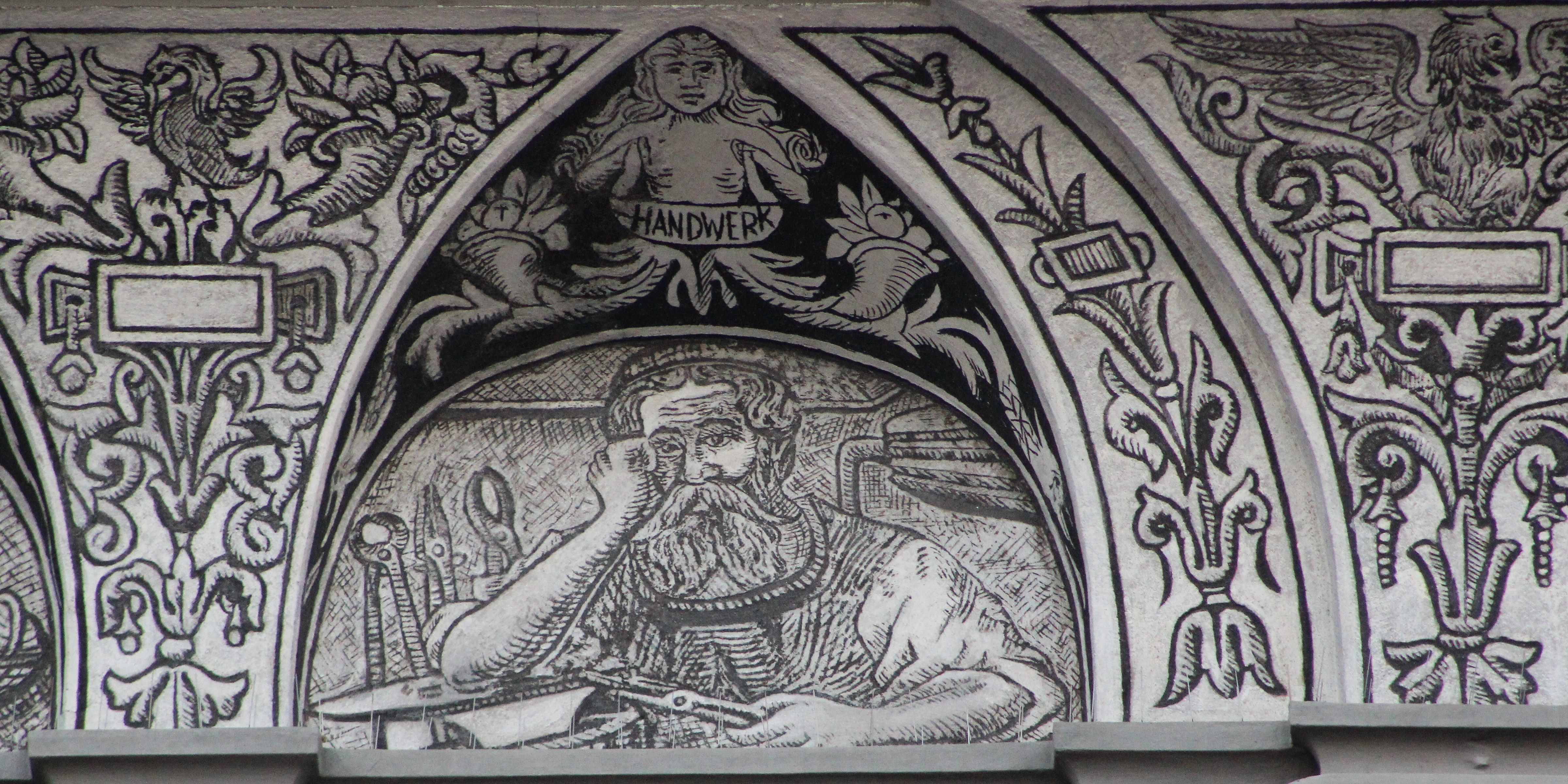
Nová radnice, alegorie řemesla
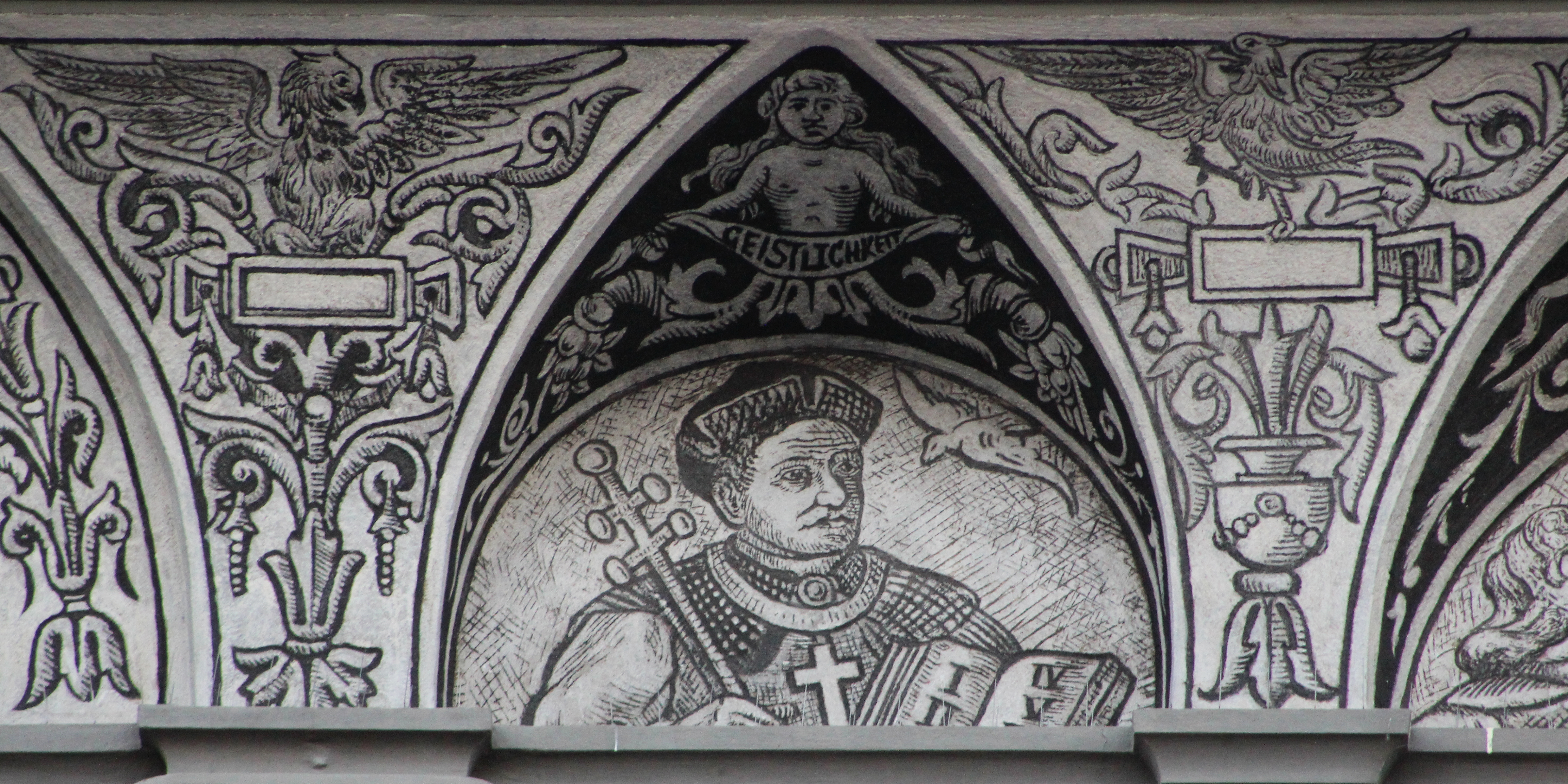
Nová radnice, alegorie duchovenstva
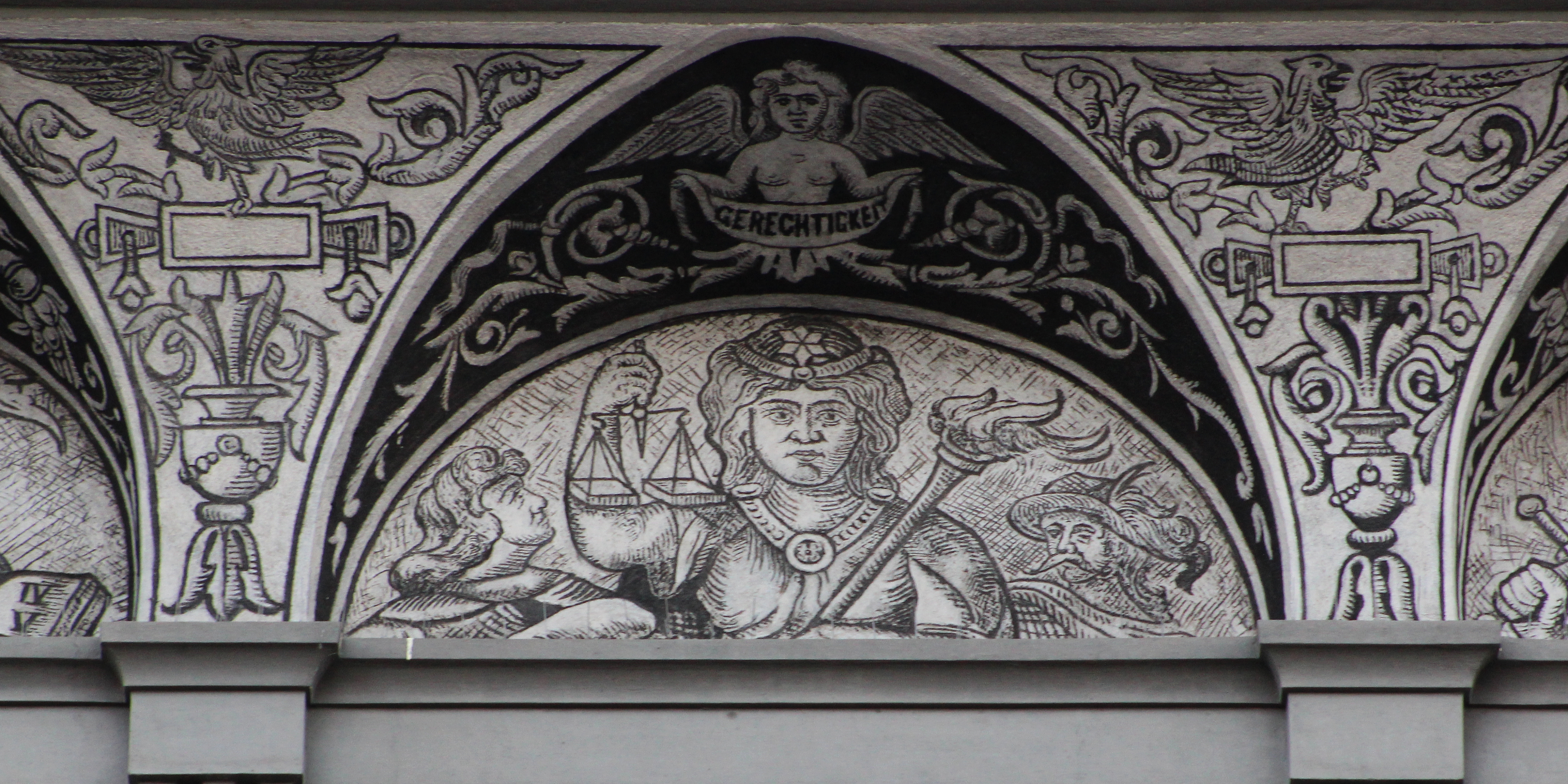
Nová radnice, alegorie spravedlnosti
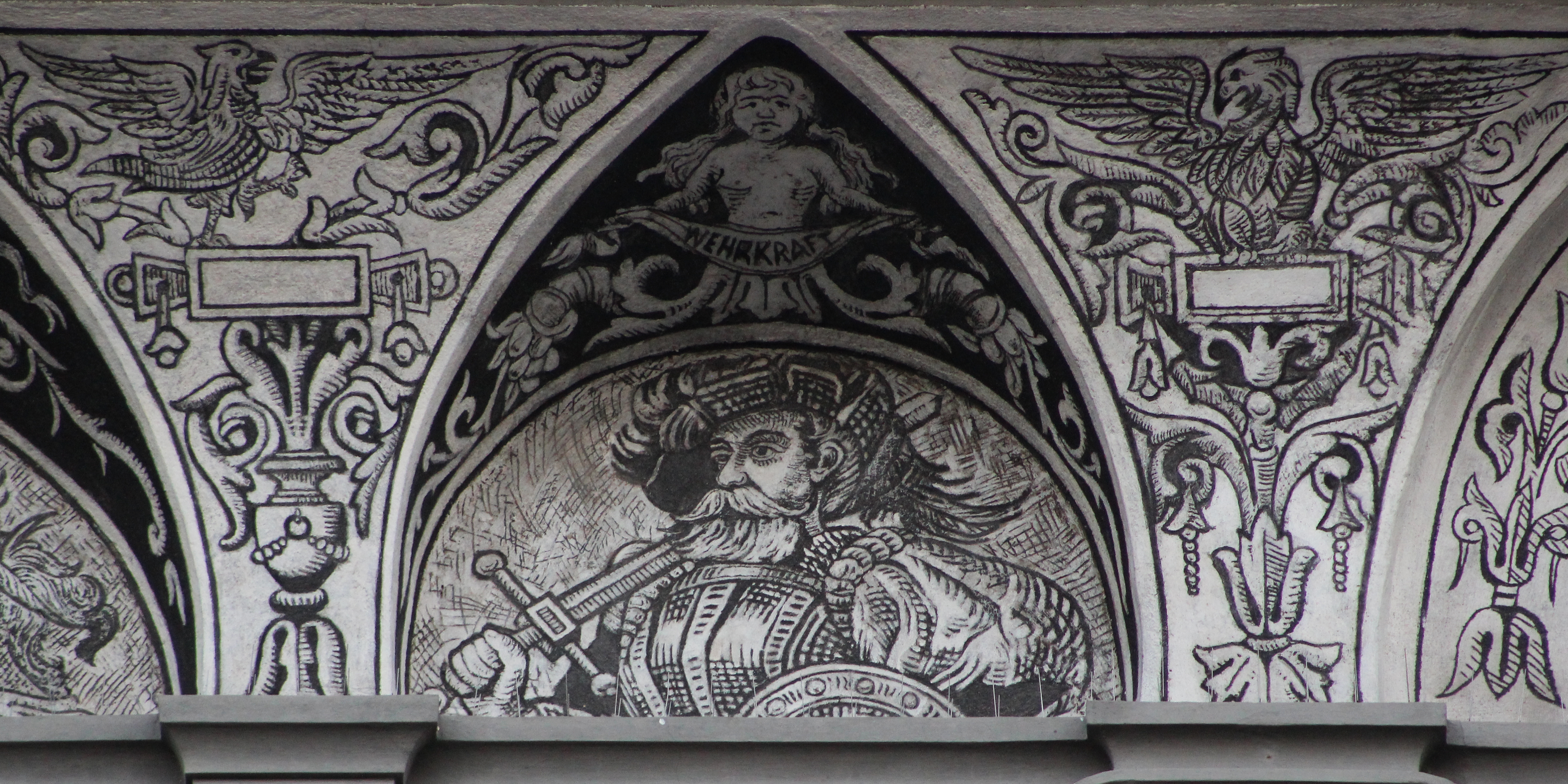
Nová radnice, alegorie vojenství
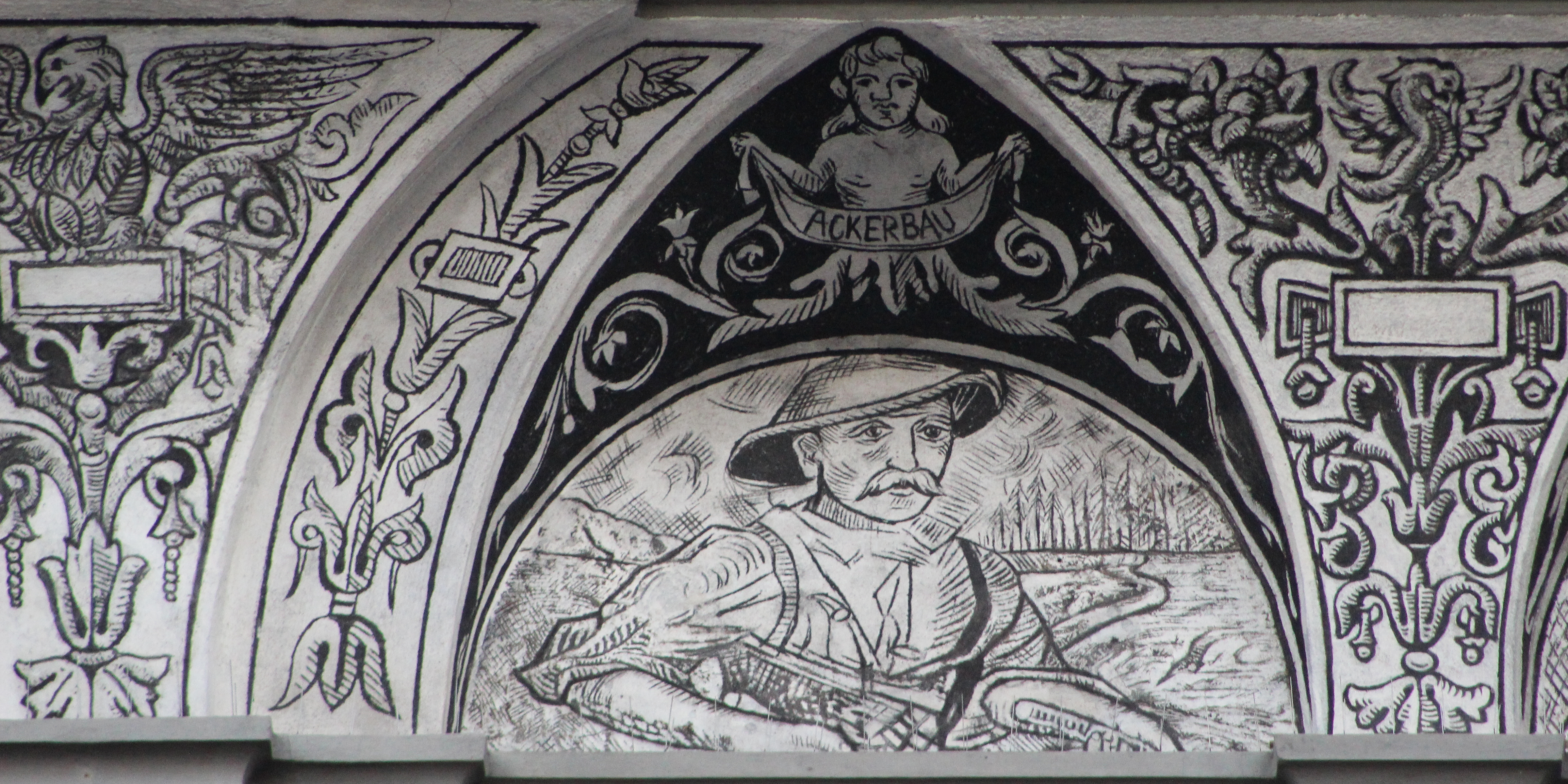
Nová radnice, alegorie zemědělství
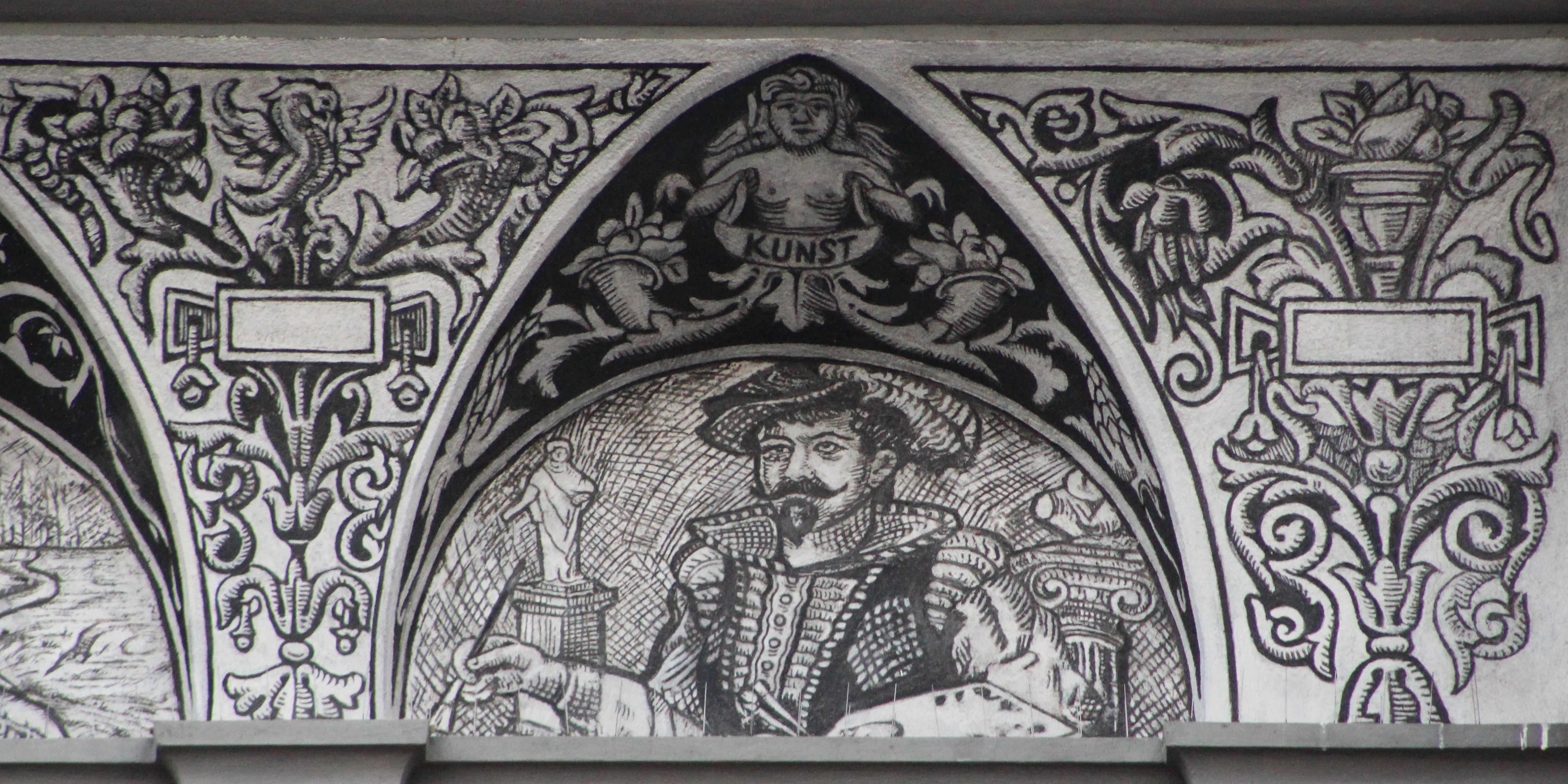
Nová radnice, alegorie umění
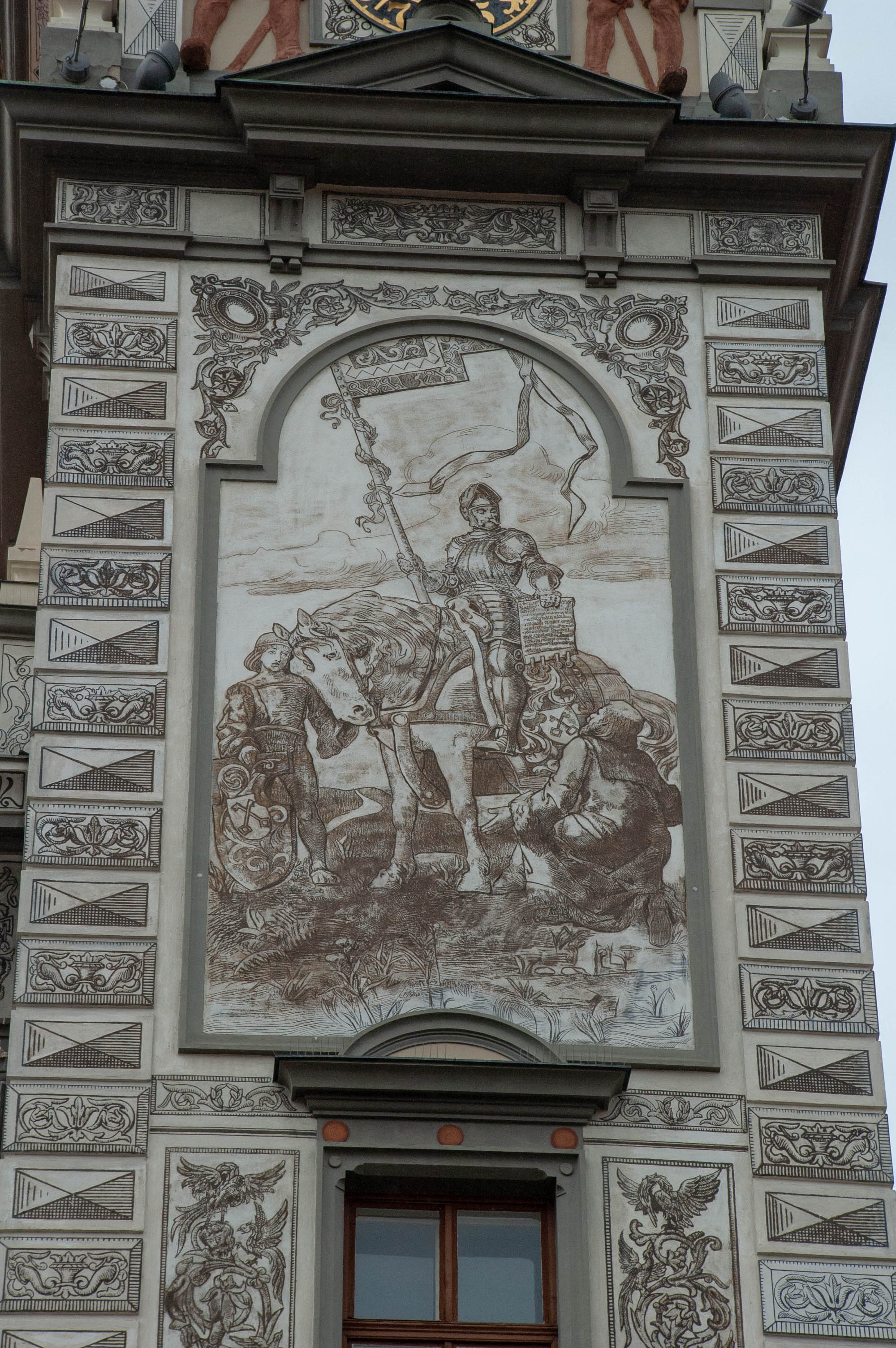
Nová radnice, předání městských privilegií králem Václavem IV. městu v roce 1382
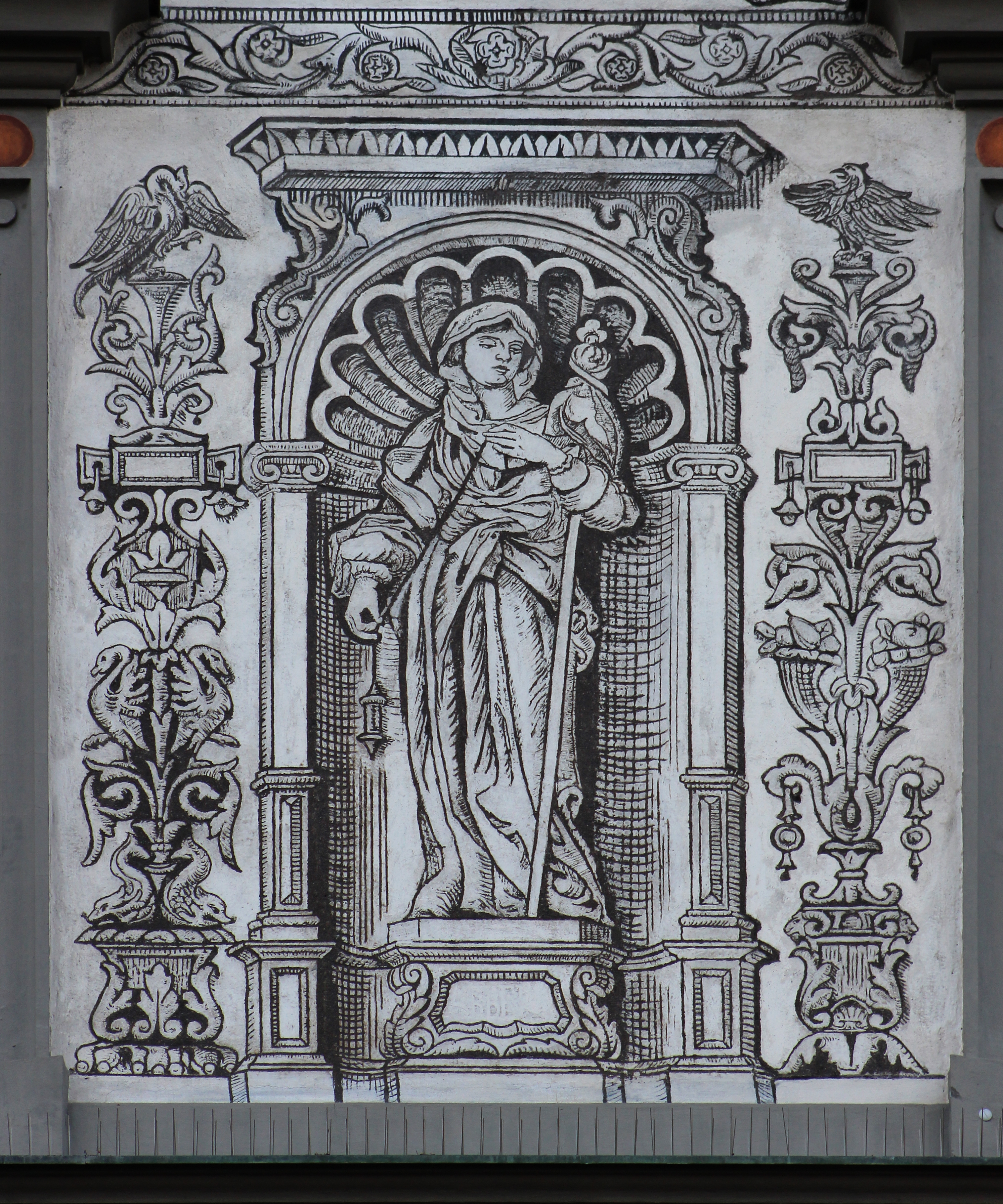
Nová radnice, personifikace činorodosti, píle a rodinného štěstí
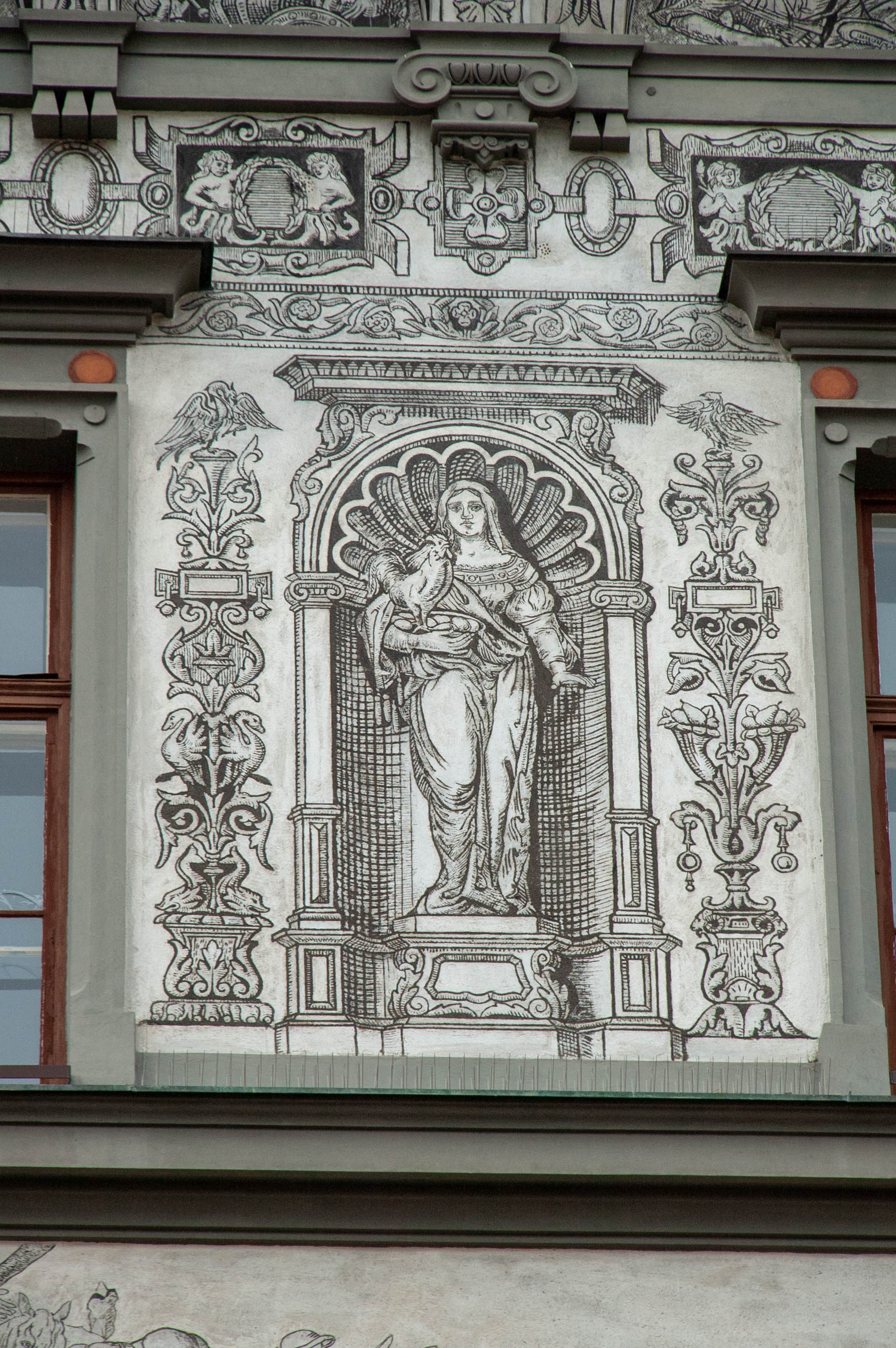
Nová radnice, personifikace stvoření, znovuzrození a bdělosti